# 忍たま乱太郎のエピソード一覧 (第21期 - 第30期)
忍たま乱太郎のエピソード一覧 (第21期 - 第30期)（にんたまらんたろうのエピソードいちらん）では、テレビアニメ『忍たま乱太郎』で第21期から第30期に放送された各話タイトルおよびスタッフリストについて記述する。
ここでは「〜の段」は省略する。また、原画でクレジットされた作画監督も記述する。話数・放送日は公式サイトに基づく。

## 第21期
2013年4月1日から7月12日まで放送された。全75話、通算1738回。
辻村真人が第20期をもって大川平次渦正（学園長）役を降板し、本シリーズより浦山迅に変更された。また、キャラクターデザインの藤森雅也が本シリーズをもって降板。
第1話から第5話のエピソードは2013年に公式サイトで行われた人気コンビ投票「あなたが選ぶベストコンビがアニメに！」の結果を受けて制作された。
| 話数通算       | サブタイトル             | 脚本     | 絵コンテ   | 演出       | 作画監督          | 初放送日      |
| -------------- | ------------------------ | -------- | ---------- | ---------- | ----------------- | ------------- |
| 第1話第1664話  | めげない二人             | 阪口和久 | 根岸宏樹   | 根岸宏樹   | 生野裕子          | 2013年 4月1日 |
| 第2話第1665話  | 七松先輩のようになりたい | 阪口和久 | 木村哲     | 根岸宏樹   | 生野裕子          | 4月2日        |
| 第3話第1666話  | 二人の学級委員長         | 浦沢義雄 | 村野佑太   | 村野佑太   | 玉利和枝          | 4月3日        |
| 第4話第1667話  | 笑ってお別れ             | 浦沢義雄 | 木村哲     | 村野佑太   | 玉利和枝          | 4月4日        |
| 第5話第1668話  | 雑渡昆奈門を守れ         | 浦沢義雄 | 村野佑太   | 村野佑太   | 玉利和枝          | 4月5日        |
| 第6話第1669話  | 火縄銃の仕組みを学ぼう   | 浦沢義雄 | 小野木一樹 | 高田淳     | 市来剛 田辺謙司   | 4月8日        |
| 第7話第1670話  | 川をわたる術             | 浦沢義雄 | 木村哲     | 高田淳     | 市来剛 加藤愛     | 4月9日        |
| 第8話第1671話  | きり丸を見習う           | 浦沢義雄 | 小野木一樹 | 高田淳     | 市来剛 桑原直子   | 4月10日       |
| 第9話第1672話  | 立派な人間               | 浦沢義雄 | 矢沢則夫   | 根岸宏樹   | 遠藤靖裕          | 4月11日       |
| 第10話第1673話 | たちすぐり居すぐり       | 浦沢義雄 | 四分一節子 | 熨斗谷充孝 | 市来剛 鈴木伸一   | 4月12日       |
| 第11話第1674話 | お弁当、どこで食べる？   | 浦沢義雄 | 四分一節子 | 熨斗谷充孝 | 市来剛 鈴木伸一   | 4月15日       |
| 第12話第1675話 | 明るい一年ろ組           | 浦沢義雄 | 四分一節子 | 熨斗谷充孝 | 市来剛 鈴木伸一   | 4月16日       |
| 第13話第1676話 | うずら隠れの術           | 浦沢義雄 | 村野佑太   | 金田貞徳   | 市来剛 加瀬政広   | 4月17日       |
| 第14話第1677話 | カラクリうちわ           | 浦沢義雄 | 小野木一樹 | 金田貞徳   | 市来剛 加瀬政広   | 4月18日       |
| 第15話第1678話 | 怒りのリリー             | 浦沢義雄 | 矢沢則夫   | 金田貞徳   | 市来剛 加瀬政広   | 4月19日       |
| 第16話第1679話 | 富士山の夢               | 浦沢義雄 | 木村哲     | 成川武千嘉 | 生野裕子          | 4月22日       |
| 第17話第1680話 | よこしまな考え           | 浦沢義雄 | 小野木一樹 | 成川武千嘉 | 船越英之 小林哲也 | 4月23日       |
| 第18話第1681話 | 一年は組の学級新聞       | 浦沢義雄 | 矢沢則夫   | 成川武千嘉 | 船越英之 小林哲也 | 4月24日       |
| 第19話第1682話 | テストの点の原因         | 浦沢義雄 | 村野佑太   | 村野佑太   | 玉利和枝          | 4月25日       |
| 第20話第1683話 | オリジナルの制服         | 浦沢義雄 | 村野佑太   | 村野佑太   | 玉利和枝          | 4月26日       |
| 第21話第1684話 | 池田三郎次の悩み         | 浦沢義雄 | 村野佑太   | 村野佑太   | 玉利和枝          | 4月29日       |
| 第22話第1685話 | 真面目すぎる             | 浦沢義雄 | 木村哲     | 高田淳     | 市来剛 田辺謙司   | 4月30日       |
| 第23話第1686話 | 観察力の補習授業         | 浦沢義雄 | 小野木一樹 | 高田淳     | 市来剛 加藤茂     | 5月1日        |
| 第24話第1687話 | 水練のコーチ             | 浦沢義雄 | 矢沢則夫   | 高田淳     | 市来剛 桑原直子   | 5月2日        |
| 第25話第1688話 | 馬借に人気のうどん       | 浦沢義雄 | 矢沢則夫   | 根岸宏樹   | 生野裕子          | 5月3日        |
| 第26話第1689話 | 迷子さがし               | 阪口和久 | 小野木一樹 | 根岸宏樹   | 遠藤靖裕          | 5月6日        |
| 第27話第1690話 | 初めてのアルバイト       | 浦沢義雄 | 小野木一樹 | 根岸宏樹   | 生野裕子          | 5月7日        |
| 第28話第1691話 | 野村先生のストレス       | 浦沢義雄 | 四分一節子 | 熨斗谷充孝 | 市来剛 松坂定俊   | 5月8日        |
| 第29話第1692話 | 里芋料理とマイタケ料理   | 浦沢義雄 | 四分一節子 | 熨斗谷充孝 | 市来剛 鈴木伸一   | 5月9日        |
| 第30話第1693話 | ひとりで遊ぶ             | 浦沢義雄 | 四分一節子 | 熨斗谷充孝 | 市来剛 鈴木伸一   | 5月10日       |
| 第31話第1694話 | 忍者の仕事               | 浦沢義雄 | 木村哲     | 岩崎知子   | 新山恵美子        | 5月13日       |
| 第32話第1695話 | 思い違い厳禁             | 阪口和久 | 岩崎知子   | 岩崎知子   | 新山恵美子        | 5月14日       |
| 第33話第1696話 | 心が広い                 | 浦沢義雄 | 村野佑太   | 岩崎知子   | 船越英之 小林哲也 | 5月15日       |
| 第34話第1697話 | どっちの山本シナ先生     | 浦沢義雄 | 小野木一樹 | 金田貞徳   | 加瀬政広          | 5月16日       |
| 第35話第1698話 | 男子も大変               | 浦沢義雄 | 大宙征基   | 村野佑太   | 玉利和枝          | 5月17日       |
| 第36話第1699話 | 豆を移す習               | 浦沢義雄 | 小野木一樹 | 金田貞徳   | 加瀬政広          | 5月20日       |
| 第37話第1700話 | 雷蔵の直感力             | 浦沢義雄 | 小野木一樹 | 金田貞徳   | 加瀬政広          | 5月21日       |
| 第38話第1701話 | ドジな刺客               | 浦沢義雄 | 吉田光春   | 吉田光春   | 芳川弥生          | 5月22日       |
| 第39話第1702話 | 八方斎のカラクリ         | 浦沢義雄 | 吉田光春   | 吉田光春   | 芳川弥生          | 5月23日       |
| 第40話第1703話 | 怒らない八方斎           | 浦沢義雄 | 矢沢則夫   | 吉田光春   | 芳川弥生          | 5月24日       |
| 第41話第1704話 | 再び補習                 | 浦沢義雄 | 村野佑太   | 村野佑太   | 玉利和枝          | 5月27日       |
| 第42話第1705話 | 補習の成果               | 浦沢義雄 | 村野佑太   | 村野佑太   | 玉利和枝          | 5月28日       |
| 第43話第1706話 | まっまさか…              | 浦沢義雄 | 矢沢則夫   | 成川武千嘉 | 遠藤靖裕          | 5月29日       |
| 第44話第1707話 | 盗賊やめました           | 浦沢義雄 | 佐々木和宏 | 成川武千嘉 | 生野裕子          | 5月30日       |
| 第45話第1708話 | 大福丸を預けて           | 浦沢義雄 | 木村哲     | 成川武千嘉 | 生野裕子          | 5月31日       |
| 第46話第1709話 | 灰洲井溝への愛           | 浦沢義雄 | 高田淳     | 高田淳     | 市来剛 桑原直子   | 6月3日        |
| 第47話第1710話 | 防御を身につける         | 浦沢義雄 | 小野木一樹 | 高田淳     | 市来剛 桑原直子   | 6月4日        |
| 第48話第1711話 | 忍たまの友を奪え         | 浦沢義雄 | 矢沢則夫   | 高田淳     | 市来剛 高野ゆかり | 6月5日        |
| 第49話第1712話 | 富松作兵衛の責任感       | 浦沢義雄 | 大宙征基   | 根岸宏樹   | 生野裕子          | 6月6日        |
| 第50話第1713話 | 伝七のあせり             | 浦沢義雄 | 矢沢則夫   | 根岸宏樹   | 船越英之 小林哲也 | 6月7日        |
| 第51話第1714話 | 気にする次屋三之助       | 浦沢義雄 | 小野木一樹 | 根岸宏樹   | 船越英之 小林哲也 | 6月10日       |
| 第52話第1715話 | 北石照代は人気者         | 浦沢義雄 | 四分一節子 | 熨斗谷充孝 | 市来剛 松坂定俊   | 6月11日       |
| 第53話第1716話 | 風魔の恥                 | 浦沢義雄 | 四分一節子 | 熨斗谷充孝 | 市来剛 鈴木伸一   | 6月12日       |
| 第54話第1717話 | しんべヱを帰せ           | 浦沢義雄 | 四分一節子 | 熨斗谷充孝 | 市来剛 鈴木伸一   | 6月13日       |
| 第55話第1718話 | 六年生のキノコとり       | 阪口和久 | 佐々木和宏 | 高田淳     | 芳川弥生          | 6月14日       |
| 第56話第1719話 | 10キロそろばんはどこ？   | 浦沢義雄 | 佐々木和宏 | 高田淳     | 新山恵美子        | 6月17日       |
| 第57話第1720話 | おせっかい貴族           | 浦沢義雄 | 矢沢則夫   | 高田淳     | 芳川弥生          | 6月18日       |
| 第58話第1721話 | 疾風の恐怖               | 浦沢義雄 | 小野木一樹 | 金田貞徳   | 市来剛 加瀬政広   | 6月19日       |
| 第59話第1722話 | さわやかな尾浜勘右衛門   | 浦沢義雄 | 矢沢則夫   | 金田貞徳   | 市来剛 加瀬政広   | 6月20日       |
| 第60話第1723話 | 毒ヘビの心変わり         | 浦沢義雄 | 小野木一樹 | 金田貞徳   | 市来剛 加瀬政広   | 6月21日       |
| 第61話第1724話 | お弁当を届けて           | 浦沢義雄 | 木村哲     | 成川武千嘉 | 玉利和枝          | 6月24日       |
| 第62話第1725話 | おいしいお豆腐はいかが   | 浦沢義雄 | 佐々木和宏 | 成川武千嘉 | 新山恵美子        | 6月25日       |
| 第63話第1726話 | しんべヱの似顔絵         | 浦沢義雄 | 小野木一樹 | 成川武千嘉 | 玉利和枝          | 6月26日       |
| 第64話第1727話 | 隣のおばちゃんの掃除     | 浦沢義雄 | 高田淳     | 高田淳     | 市来剛 高野ゆかり | 6月27日       |
| 第65話第1728話 | 体力をつけろ             | 浦沢義雄 | 高田淳     | 高田淳     | 市来剛 桑原直子   | 6月28日       |
| 第66話第1729話 | 顔が命                   | 浦沢義雄 | 吉田光春   | 根岸宏樹   | 遠藤靖裕          | 7月1日        |
| 第67話第1730話 | 新しいトカゲ             | 浦沢義雄 | 吉田光春   | 根岸宏樹   | 生野裕子          | 7月2日        |
| 第68話第1731話 | 雷蔵の決断               | 浦沢義雄 | 吉田光春   | 根岸宏樹   | 生野裕子          | 7月3日        |
| 第69話第1732話 | 困った先輩               | 浦沢義雄 | 高田淳     | 高田淳     | 市来剛 加藤茂     | 7月4日        |
| 第70話第1733話 | ドケチの滝               | 浦沢義雄 | 四分一節子 | 清水章     | 市来剛 松坂定俊   | 7月5日        |
| 第71話第1734話 | 同室のはげまし           | 阪口和久 | 吉田光春   | 吉田光春   | 芳川弥生          | 7月8日        |
| 第72話第1735話 | 夢を捨てるな             | 浦沢義雄 | 吉田光春   | 吉田光春   | 玉利和枝          | 7月9日        |
| 第73話第1736話 | 評判のよい髪型           | 浦沢義雄 | 飯田崇     | 清水章     | 市来剛 鈴木伸一   | 7月10日       |
| 第74話第1737話 | かわいい校長             | 浦沢義雄 | 飯田崇     | 清水章     | 市来剛 鈴木伸一   | 7月11日       |
| 第75話第1738話 | 学園長先生とようかん     | 浦沢義雄 | 吉田光春   | 吉田光春   | 新山恵美子        | 7月12日       |

## 第22期
2014年4月1日から7月7日、2015年3月16日から3月20日まで放送された。全75話、通算1813回。
第20話は第3期第91話・第92話のリメイクとなっている。
第25話から第29話はスペシャル・ウイーク第1弾「家族大集合週間」と題して一年は組の家族が登場するエピソードが、第30話から第35話はスペシャル・ウイーク第1弾「たっぷり、くの一 週間」と題してくの一が登場するエピソードが、第45話から第49話はスペシャル・ウイーク第2弾「先生がいっぱい週間」と題して忍術学園の教師が登場するエピソードが、第50話から第51話はスペシャル・ウイーク第2弾「輝け！ドクタケ週間」と題してドクタケ忍者隊が登場するエピソードが、 第71話から第75話は「春満開スペシャルウィーク」と題して春に関するエピソードが放送された。
| 話数通算       | サブタイトル               | 脚本     | 絵コンテ   | 演出       | 作画監督          | 初放送日       |
| -------------- | -------------------------- | -------- | ---------- | ---------- | ----------------- | -------------- |
| 第1話第1739話  | 新学期のごちそう           | 浦沢義雄 | 吉田光春   | 吉田光春   | 玉利和枝          | 2014年 4月1日  |
| 第2話第1740話  | 新学期そうそう             | 浦沢義雄 | 吉田光春   | 吉田光春   | 玉利和枝          | 4月2日         |
| 第3話第1741話  | 一年は組の授業参観         | 浦沢義雄 | 吉田光春   | 吉田光春   | 玉利和枝          | 4月3日         |
| 第4話第1742話  | 野良犬のように強く         | 浦沢義雄 | 村野佑太   | 村野佑太   | 谷口亜希子        | 4月4日         |
| 第5話第1743話  | 委員長交代？               | 浦沢義雄 | 吉田光春   | 吉田光春   | 芳川弥生          | 4月7日         |
| 第6話第1744話  | 新しい委員長               | 浦沢義雄 | 吉田光春   | 吉田光春   | 芳川弥生          | 4月8日         |
| 第7話第1745話  | 委員長の怒り               | 浦沢義雄 | 吉田光春   | 吉田光春   | 芳川弥生          | 4月9日         |
| 第8話第1746話  | 冷たいしんべヱ             | 浦沢義雄 | 四分一節子 | 熨斗谷充孝 | 市来剛 佐藤友子   | 4月10日        |
| 第9話第1747話  | 貝原太郎のプライド         | 浦沢義雄 | 四分一節子 | 熨斗谷充孝 | 市来剛 松坂定俊   | 4月11日        |
| 第10話第1748話 | 忍術学園の宝               | 浦沢義雄 | 濁川敦     | 濁川敦     | 市来剛 加瀬政広   | 4月14日        |
| 第11話第1749話 | ゼニもうけの楽しさ         | 浦沢義雄 | 矢沢則夫   | 濁川敦     | 市来剛 加瀬政広   | 4月15日        |
| 第12話第1750話 | 師弟愛がある               | 浦沢義雄 | 四分一節子 | 熨斗谷充孝 | 市来剛 牧内ももこ | 4月16日        |
| 第13話第1751話 | 笑えない…                  | 浦沢義雄 | 矢沢則夫   | 緒方隆秀   | 市来剛 小野田貴之 | 4月17日        |
| 第14話第1752話 | お怒りのごほうび           | 浦沢義雄 | 小野木一樹 | 緒方隆秀   | 市来剛 加藤愛     | 4月18日        |
| 第15話第1753話 | 返却しないと…              | 浦沢義雄 | 村野佑太   | 成川武千嘉 | 生野裕子          | 4月21日        |
| 第16話第1754話 | 土井先生の休息？           | 石山優子 | 村野佑太   | 村野佑太   | 新山恵美子        | 4月22日        |
| 第17話第1755話 | 立派な疑心暗鬼             | 浦沢義雄 | 村野佑太   | 村野佑太   | 生野裕子          | 4月23日        |
| 第18話第1756話 | なんとなく奥が深い         | 浦沢義雄 | 木村哲     | 村野佑太   | 生野裕子          | 4月24日        |
| 第19話第1757話 | 字をうまく書く方法         | 阪口和久 | 四分一節子 | 熨斗谷充孝 | 市来剛 松坂定俊   | 4月25日        |
| 第20話第1758話 | 足音を立てちゃいけない週間 | 石山優子 | 小野木一樹 | 濁川敦     | 市来剛 加瀬政広   | 4月28日        |
| 第21話第1759話 | 本を洗う                   | 阪口和久 | 矢沢則夫   | 濁川敦     | 市来剛 加瀬政広   | 4月29日        |
| 第22話第1760話 | 虎若の気づかい             | 浦沢義雄 | 矢沢則夫   | 濁川敦     | 市来剛 加瀬政広   | 4月30日        |
| 第23話第1761話 | 責任感の強い富松作兵衛     | 阪口和久 | 四分一節子 | 熨斗谷充孝 | 市来剛 佐賀野桜子 | 5月1日         |
| 第24話第1762話 | 失礼な先輩                 | 浦沢義雄 | 村野佑太   | 村野佑太   | 楠眞由美          | 5月2日         |
| 第25話第1763話 | 家族大集合                 | 浦沢義雄 | 村野佑太   | 村野佑太   | 生野裕子          | 5月5日         |
| 第26話第1764話 | しんべヱの素質             | 浦沢義雄 | 木村哲     | 成川武千嘉 | 遠藤靖裕          | 5月6日         |
| 第27話第1765話 | じいちゃんの合戦場見学     | 浦沢義雄 | 四分一節子 | 熨斗谷充孝 | 市来剛 香田知樹   | 5月7日         |
| 第28話第1766話 | 飛蔵と団蔵                 | 浦沢義雄 | 村野佑太   | 村野佑太   | 生野裕子          | 5月8日         |
| 第29話第1767話 | 山田家のだんらん           | 石山優子 | 小野木一樹 | 成川武千嘉 | 生野裕子          | 5月9日         |
| 第30話第1768話 | 行列が出来ちゃダメ         | 浦沢義雄 | 小野木一樹 | 成川武千嘉 | 谷口亜希子        | 5月12日        |
| 第31話第1769話 | もうひとりの私             | 浦沢義雄 | 根岸宏樹   | 濁川敦     | 市来剛 加瀬政広   | 5月13日        |
| 第32話第1770話 | 黒戸カゲと山ぶ鬼           | 浦沢義雄 | 岩崎知子   | 岩崎知子   | 玉利和枝          | 5月14日        |
| 第33話第1771話 | くの一の道                 | 浦沢義雄 | 小野木一樹 | 緒方隆秀   | 市来剛 加藤茂     | 5月15日        |
| 第34話第1772話 | 乙女の気持ち               | 浦沢義雄 | 村野佑太   | 村野佑太   | 新山恵美子        | 5月16日        |
| 第35話第1773話 | 突庵望太の成長             | 浦沢義雄 | 小野木一樹 | 成川武千嘉 | 玉利和枝          | 5月19日        |
| 第36話第1774話 | 何しに来たの？             | 浦沢義雄 | 矢沢則夫   | 緒方隆秀   | 市来剛 桑原直子   | 5月20日        |
| 第37話第1775話 | 合同野営実習               | 阪口和久 | 小野木一樹 | 緒方隆秀   | 市来剛 加藤愛     | 5月21日        |
| 第38話第1776話 | 各座党現る                 | 浦沢義雄 | 小野木一樹 | 金田貞徳   | 楠眞由美          | 5月22日        |
| 第39話第1777話 | 六年生の荷物運び           | 阪口和久 | 岩崎知子   | 岩崎知子   | 芳川弥生          | 5月23日        |
| 第40話第1778話 | カリスマの髪結い           | 浦沢義雄 | 四分一節子 | 熨斗谷充孝 | 市来剛 松坂定俊   | 5月26日        |
| 第41話第1779話 | 気配を消して               | 浦沢義雄 | 四分一節子 | 熨斗谷充孝 | 市来剛 黒川飛鳥   | 5月27日        |
| 第42話第1780話 | 落とし穴に近づくな         | 石山優子 | 四分一節子 | 熨斗谷充孝 | 市来剛 佐賀野桜子 | 5月28日        |
| 第43話第1781話 | 遠慮しないで               | 浦沢義雄 | 矢沢則夫   | 金田貞徳   | 芳川弥生          | 5月29日        |
| 第44話第1782話 | 油断厳禁                   | 阪口和久 | 小野木一樹 | 成川武千嘉 | 遠藤靖裕          | 5月30日        |
| 第45話第1783話 | 先生全員で行こう           | 浦沢義雄 | 小野木一樹 | 成川武千嘉 | 新山恵美子        | 6月2日         |
| 第46話第1784話 | 思いつきを思い出せ         | 浦沢義雄 | 矢沢則夫   | 緒方隆秀   | 市来剛 桑原直子   | 6月3日         |
| 第47話第1785話 | 安藤先生の教養             | 浦沢義雄 | 矢沢則夫   | 緒方隆秀   | 市来剛 加藤愛     | 6月4日         |
| 第48話第1786話 | 戸部先生、心を読む         | 浦沢義雄 | 矢沢則夫   | 村野佑太   | 生野裕子          | 6月5日         |
| 第49話第1787話 | 斜堂先生の補習授業         | 浦沢義雄 | 矢沢則夫   | 緒方隆秀   | 市来剛 桑原直子   | 6月6日         |
| 第50話第1788話 | 張り子の馬を狙え           | 浦沢義雄 | 大宙征基   | 濁川敦     | 市来剛 加瀬政広   | 6月9日         |
| 第51話第1789話 | いつもと違う八方斎         | 浦沢義雄 | 木村哲     | 金田貞徳   | 芳川弥生          | 6月10日        |
| 第52話第1790話 | 歌って秘密を               | 浦沢義雄 | 岩崎知子   | 成川武千嘉 | 遠藤靖裕          | 6月11日        |
| 第53話第1791話 | 教育方法を探れ             | 浦沢義雄 | 木村哲     | 岩崎知子   | 玉利和枝          | 6月12日        |
| 第54話第1792話 | ドクタケ城主を救え         | 浦沢義雄 | 小野木一樹 | 緒方隆秀   | 市来剛 加藤茂     | 6月13日        |
| 第55話第1793話 | 看板盗難事件               | 浦沢義雄 | 大宙征基   | 濁川敦     | 市来剛 加瀬政広   | 6月16日        |
| 第56話第1794話 | リーダーは俺だ             | 浦沢義雄 | 矢沢則夫   | 濁川敦     | 市来剛 加瀬政広   | 6月17日        |
| 第57話第1795話 | ドクササコのヘボ忍者       | 浦沢義雄 | 小野木一樹 | 金田貞徳   | 芳川弥生          | 6月18日        |
| 第58話第1796話 | 町の忍術塾の試験           | 浦沢義雄 | 吉田光春   | 金田貞徳   | 芳川弥生          | 6月19日        |
| 第59話第1797話 | 部下に恵まれない           | 浦沢義雄 | 大宙征基   | 金田貞徳   | 芳川弥生          | 6月20日        |
| 第60話第1798話 | 小麦粉まみれ               | 浦沢義雄 | 矢沢則夫   | 村野佑太   | 生野裕子          | 6月23日        |
| 第61話第1799話 | テントウ虫のお宿           | 浦沢義雄 | 小野木一樹 | 村野佑太   | 生野裕子          | 6月24日        |
| 第62話第1800話 | いろいろな謎解き           | 浦沢義雄 | 村野佑太   | 村野佑太   | 生野裕子          | 6月25日        |
| 第63話第1801話 | 三年生に任せた             | 浦沢義雄 | 吉田光春   | 吉田光春   | 玉利和枝          | 6月26日        |
| 第64話第1802話 | 雨が降るのは誰のせい？     | 浦沢義雄 | 吉田光春   | 吉田光春   | 玉利和枝          | 6月27日        |
| 第65話第1803話 | 土井半助の正体             | 浦沢義雄 | 矢沢則夫   | 成川武千嘉 | 新山恵美子        | 6月30日        |
| 第66話第1804話 | 二人の天才忍者             | 浦沢義雄 | 木村哲     | 緒方隆秀   | 市来剛 桑原直子   | 7月1日         |
| 第67話第1805話 | 忍術学園の秘密兵器         | 浦沢義雄 | 木村哲     | 緒方隆秀   | 市来剛 加藤愛     | 7月2日         |
| 第68話第1806話 | 金吾と三治郎               | 浦沢義雄 | 小野木一樹 | 緒方隆秀   | 市来剛 加藤愛     | 7月3日         |
| 第69話第1807話 | 同室の協力                 | 阪口和久 | 岩崎知子   | 岩崎知子   | 新山恵美子        | 7月4日         |
| 第70話第1808話 | 裏々山のサバイバル競走     | 浦沢義雄 | 岩崎知子   | 岩崎知子   | 新山恵美子        | 7月7日         |
| 第71話第1809話 | 乱太郎 忍者デビュー！      | 浦沢義雄 | 吉田光春   | 吉田光春   | 新山恵美子        | 2015年 3月16日 |
| 第72話第1810話 | きり丸のサバイバル根性     | 石山優子 | 小野木一樹 | 成川武千嘉 | 遠藤靖裕          | 3月17日        |
| 第73話第1811話 | しんべヱの忍術対決         | 阪口和久 | 吉田光春   | 吉田光春   | 生野裕子          | 3月18日        |
| 第74話第1812話 | 壊れた金びょうぶ           | 浦沢義雄 | 木村哲     | 成川武千嘉 | 玉利和枝          | 3月19日        |
| 第75話第1813話 | 忍術学園のお花見           | 浦沢義雄 | 吉田光春   | 吉田光春   | 玉利和枝          | 3月20日        |

## 第23期
2015年3月30日から6月26日、2016年1月1日から1月3日まで放送された。全70話、通算1883回。
大塚周夫が2015年に逝去したことに伴い、第26話より山田伝蔵役の声優が大塚明夫に変更された。
第70話は第5期第39話・第40話のリメイクとなっている。
| 話数通算       | サブタイトル             | 脚本     | 絵コンテ   | 演出       | 作画監督        | 初放送日       |
| -------------- | ------------------------ | -------- | ---------- | ---------- | --------------- | -------------- |
| 第1話第1814話  | 一年は組の新学期         | 浦沢義雄 | 小野木一樹 | 野亦則行   | 新山恵美子      | 2015年 3月30日 |
| 第2話第1815話  | はたご屋の決闘           | 浦沢義雄 | 望月智充   | 望月智充   | 生野裕子        | 3月31日        |
| 第3話第1816話  | 忍者じゃない！           | 浦沢義雄 | 望月智充   | 望月智充   | 生野裕子        | 4月1日         |
| 第4話第1817話  | 深夜の授業               | 浦沢義雄 | 小野木一樹 | 成川武千嘉 | 芳川弥生        | 4月2日         |
| 第5話第1818話  | 鬼蜘蛛丸を救え           | 浦沢義雄 | 滝沢潤     | 濁川敦     | 市来剛 加瀬政広 | 4月3日         |
| 第6話第1819話  | 怪しい合言葉             | 浦沢義雄 | 木村哲     | 野亦則行   | 玉利和枝        | 4月6日         |
| 第7話第1820話  | 山田伝子のプライド       | 浦沢義雄 | 矢沢則夫   | 望月智充   | 生野裕子        | 4月7日         |
| 第8話第1821話  | 和尚様は忍者？           | 浦沢義雄 | 奥澤明裕   | 緒方隆秀   | 市来剛 桑原直子 | 4月8日         |
| 第9話第1822話  | 美しい掃除当番           | 浦沢義雄 | 原博       | 成川武千嘉 | 芳川弥生        | 4月9日         |
| 第10話第1823話 | ようかん事件だよ         | 浦沢義雄 | 矢沢則夫   | 成川武千嘉 | 芳川弥生        | 4月10日        |
| 第11話第1824話 | マイタケ城の見学会       | 浦沢義雄 | 矢沢則夫   | 濁川敦     | 市来剛 加瀬政広 | 4月13日        |
| 第12話第1825話 | 危険なバンバンジー!?     | 石山優子 | 鈴木卓夫   | 伊藤史夫   | 武内啓          | 4月14日        |
| 第13話第1826話 | おいしい斜堂先生         | 浦沢義雄 | 滝沢潤     | 濁川敦     | 市来剛 加瀬政広 | 4月15日        |
| 第14話第1827話 | グルメな山ぶ鬼           | 浦沢義雄 | 滝沢潤     | 野亦則行   | 玉利和枝        | 4月16日        |
| 第15話第1828話 | お宝を見つけ出せ         | 浦沢義雄 | 矢沢則夫   | 緒方隆秀   | 市来剛 内藤嘉人 | 4月17日        |
| 第16話第1829話 | 強すぎるおばあさん       | 浦沢義雄 | 滝沢潤     | 成川武千嘉 | 芳川弥生        | 4月20日        |
| 第17話第1830話 | 乱きりしんを尾行せよ     | 浦沢義雄 | 大宙征基   | 成川武千嘉 | 芳川弥生        | 4月21日        |
| 第18話第1831話 | Aランチ？Bランチ？       | 浦沢義雄 | 小野木一樹 | 成川武千嘉 | 芳川弥生        | 4月22日        |
| 第19話第1832話 | 秘密の地下室             | 浦沢義雄 | 小野木一樹 | 緒方隆秀   | 市来剛 加藤茂   | 4月23日        |
| 第20話第1833話 | 小松田さんは天才！       | 浦沢義雄 | 望月智充   | 望月智充   | 生野裕子        | 4月24日        |
| 第21話第1834話 | 謎の幽霊城               | 浦沢義雄 | 小野木一樹 | 濁川敦     | 市来剛 加瀬政広 | 4月27日        |
| 第22話第1835話 | 一夜で落城               | 浦沢義雄 | 小野木一樹 | 濁川敦     | 市来剛 加瀬政広 | 4月28日        |
| 第23話第1836話 | ドクササコを倒せ         | 浦沢義雄 | 吉田光春   | 橋口洋介   | 生野裕子        | 4月29日        |
| 第24話第1837話 | 合言葉を言え！           | 浦沢義雄 | 吉田光春   | 橋口洋介   | 新山恵美子      | 4月30日        |
| 第25話第1838話 | 消えた兵糧               | 浦沢義雄 | 吉田光春   | 橋口洋介   | 新山恵美子      | 5月1日         |
| 第26話第1839話 | 迷子の予習               | 浦沢義雄 | 小野木一樹 | 濁川敦     | 市来剛 加瀬政広 | 5月4日         |
| 第27話第1840話 | 冷えたタンタンメン       | 浦沢義雄 | 矢沢則夫   | 伊藤史夫   | 武内啓          | 5月5日         |
| 第28話第1841話 | 橋を通り抜けろ           | 阪口和久 | 奥澤明裕   | 伊藤史夫   | 武内啓          | 5月6日         |
| 第29話第1842話 | 自信まんまん             | 浦沢義雄 | 矢沢則夫   | 野亦則行   | 玉利和枝        | 5月7日         |
| 第30話第1843話 | 父上と呼ばせて           | 浦沢義雄 | 小野木一樹 | 野亦則行   | 新山恵美子      | 5月8日         |
| 第31話第1844話 | 逆さまの呪力             | 浦沢義雄 | 望月智充   | 望月智充   | 生野裕子        | 5月11日        |
| 第32話第1845話 | 憧れの七松先輩           | 浦沢義雄 | 滝沢潤     | 野亦則行   | 玉利和枝        | 5月12日        |
| 第33話第1846話 | 武術大会の名勝負         | 浦沢義雄 | 四分一節子 | 緒方隆秀   | 市来剛 内藤嘉人 | 5月13日        |
| 第34話第1847話 | ヘムヘムとアピール       | 浦沢義雄 | 大宙征基   | 緒方隆秀   | 市来剛 高橋信也 | 5月14日        |
| 第35話第1848話 | 作りすぎた豆腐           | 浦沢義雄 | 鈴木卓夫   | 緒方隆秀   | 市来剛 田辺謙司 | 5月15日        |
| 第36話第1849話 | ないしょの授業参観       | 浦沢義雄 | 望月智充   | 望月智充   | 生野裕子        | 5月18日        |
| 第37話第1850話 | ニセモノ牧之介           | 浦沢義雄 | 望月智充   | 望月智充   | 遠藤靖裕        | 5月19日        |
| 第38話第1851話 | 新しい引っ越し先         | 浦沢義雄 | 小野木一樹 | 上原秀明   | 市来剛 加瀬政広 | 5月20日        |
| 第39話第1852話 | 諸泉尊奈門の作戦         | 浦沢義雄 | 奥澤明裕   | 上原秀明   | 市来剛 加瀬政広 | 5月21日        |
| 第40話第1853話 | あの川を渡れ             | 阪口和久 | 木村哲     | 上原秀明   | 市来剛 加瀬政広 | 5月22日        |
| 第41話第1854話 | ダジャレの基本           | 浦沢義雄 | 原博       | 原博行     | 五木勇          | 5月25日        |
| 第42話第1855話 | 三木ヱ門と虎若           | 浦沢義雄 | 矢沢則夫   | 原博行     | 小田多恵子      | 5月26日        |
| 第43話第1856話 | 本当の姿                 | 浦沢義雄 | 奥澤明裕   | 原博行     | 池平千夏        | 5月27日        |
| 第44話第1857話 | 貴族の釣り               | 浦沢義雄 | 小野木一樹 | 野亦則行   | 芳川弥生        | 5月28日        |
| 第45話第1858話 | 風鬼の家出               | 浦沢義雄 | 小野木一樹 | 野亦則行   | 玉利和枝        | 5月29日        |
| 第46話第1859話 | 張り子の馬の大レース     | 浦沢義雄 | 四分一節子 | 緒方隆秀   | 市来剛 内藤嘉人 | 6月1日         |
| 第47話第1860話 | 予算を減らせ！           | 浦沢義雄 | 奥澤明裕   | 緒方隆秀   | 市来剛 高橋信也 | 6月2日         |
| 第48話第1861話 | ちょっとうぬぼれ         | 浦沢義雄 | 矢沢則夫   | 緒方隆秀   | 市来剛 田辺謙司 | 6月3日         |
| 第49話第1862話 | ミスマイタケのお弁当     | 浦沢義雄 | 小野木一樹 | 野亦則行   | 玉利和枝        | 6月4日         |
| 第50話第1863話 | 優秀な事務員             | 浦沢義雄 | 望月智充   | 望月智充   | 遠藤靖裕        | 6月5日         |
| 第51話第1864話 | 土井先生の子守り         | 浦沢義雄 | 望月智充   | 望月智充   | 芳川弥生        | 6月8日         |
| 第52話第1865話 | 心をきたえる             | 浦沢義雄 | 望月智充   | 望月智充   | 生野裕子        | 6月9日         |
| 第53話第1866話 | おまんじゅうを追いかけて | 浦沢義雄 | 小野木一樹 | 上原秀明   | 市来剛 加瀬政広 | 6月10日        |
| 第54話第1867話 | 髪結い修行               | 石山優子 | 木村哲     | 上原秀明   | 市来剛 加瀬政広 | 6月11日        |
| 第55話第1868話 | 福富屋のあとつぎ         | 浦沢義雄 | 奥澤明裕   | 上原秀明   | 市来剛 加瀬政広 | 6月12日        |
| 第56話第1869話 | 六年生の梅の実採り       | 阪口和久 | 小野木一樹 | 成川武千嘉 | 生野裕子        | 6月15日        |
| 第57話第1870話 | ピカピカの幽霊船         | 浦沢義雄 | 望月智充   | 望月智充   | 生野裕子        | 6月16日        |
| 第58話第1871話 | 大事な密書               | 浦沢義雄 | 奥澤明裕   | 緒方隆秀   | 市来剛 加藤茂   | 6月17日        |
| 第59話第1872話 | 手伝い厳禁               | 阪口和久 | 吉田光春   | 成川武千嘉 | 新山恵美子      | 6月18日        |
| 第60話第1873話 | 尊敬するダジャレ         | 浦沢義雄 | 望月智充   | 望月智充   | 遠藤靖裕        | 6月19日        |
| 第61話第1874話 | 新しい仲間               | 浦沢義雄 | 吉田光春   | 吉田光春   | 玉利和枝        | 6月22日        |
| 第62話第1875話 | 一年ろ組のピクニック     | 石山優子 | 鈴木卓夫   | 緒方隆秀   | 市来剛 新田宗昭 | 6月23日        |
| 第63話第1876話 | 三年生のまき拾い         | 浦沢義雄 | 矢沢則夫   | 緒方隆秀   | 市来剛 内藤嘉人 | 6月24日        |
| 第64話第1877話 | 同室の危機一髪           | 阪口和久 | 吉田光春   | 吉田光春   | 芳川弥生        | 6月25日        |
| 第65話第1878話 | お汁粉はお好き？         | 浦沢義雄 | 小野木一樹 | 成川武千嘉 | 玉利和枝        | 6月26日        |
| 第66話第1879話 | あけましてお正月         | 浦沢義雄 | 望月智充   | 望月智充   | 生野裕子        | 2016年 1月1日  |
| 第67話第1880話 | ドクタケの年賀状         | 浦沢義雄 | 望月智充   | 望月智充   | 芳川弥生        | 2016年 1月1日  |
| 第68話第1881話 | 忍術学園雪景色           | 石山優子 | 小野木一樹 | 吉田光春   | 玉利和枝        | 1月2日         |
| 第69話第1882話 | 山田先生の初夢           | 浦沢義雄 | 望月智充   | 望月智充   | 遠藤靖裕        | 1月3日         |
| 第70話第1883話 | 楽しい新年会             | 浦沢義雄 | 吉田光春   | 吉田光春   | 新山恵美子      | 1月3日         |

## 第24期
2016年4月4日から7月1日、11月7日から11月11日まで放送された。全70話・通算1953回。
| 話数通算       | サブタイトル             | 脚本     | 絵コンテ   | 演出       | 作画監督                 | 初放送日      |
| -------------- | ------------------------ | -------- | ---------- | ---------- | ------------------------ | ------------- |
| 第1話第1884話  | もっと見送りたい！       | 浦沢義雄 | 小野木一樹 | 成川武千嘉 | 遠藤靖裕                 | 2016年 4月4日 |
| 第2話第1885話  | 一年は組の友情           | 浦沢義雄 | 奥澤粗笨   | 成川武千嘉 | 玉利和枝                 | 4月5日        |
| 第3話第1886話  | 自慢話を聞かせて         | 浦沢義雄 | 矢沢則夫   | 成川武千嘉 | 玉利和枝                 | 4月6日        |
| 第4話第1887話  | ドクたまのおつかい       | 石山優子 | 葉摘田緒   | 高田淳     | 有働弥生                 | 4月7日        |
| 第5話第1888話  | 手裏剣命中！             | 浦沢義雄 | 小野木一樹 | 高田淳     | 加藤愛                   | 4月8日        |
| 第6話第1889話  | お嬢さんと呼ばれたい     | 浦沢義雄 | 吉田光春   | 野亦則行   | 芳川弥生                 | 4月11日       |
| 第7話第1890話  | うどん屋さんにつれてって | 浦沢義雄 | 四分一節子 | 野亦則行   | 芳川弥生                 | 4月12日       |
| 第8話第1891話  | 先輩はいない             | 浦沢義雄 | 奥澤粗笨   | 高田淳     | 加藤茂                   | 4月13日       |
| 第9話第1892話  | コツコツと練習           | 浦沢義雄 | 上原秀明   | 上原秀明   | 加瀬政広                 | 4月14日       |
| 第10話第1893話 | 忍者食の謎をさぐれ！     | 浦沢義雄 | 木村哲     | 上原秀明   | 加瀬政広                 | 4月15日       |
| 第11話第1894話 | 忍者の真の姿             | 浦沢義雄 | 小野木一樹 | 野木森達哉 | 新山恵美子               | 4月18日       |
| 第12話第1895話 | 元気なお年寄り           | 浦沢義雄 | 奥澤粗笨   | 野木森達哉 | 生野裕子                 | 4月19日       |
| 第13話第1896話 | 一年い組の誇り           | 浦沢義雄 | 四分一節子 | 野木森達哉 | 生野裕子                 | 4月20日       |
| 第14話第1897話 | 楽しいドブ掃除           | 浦沢義雄 | 小野木一樹 | 成川武千嘉 | 遠藤靖裕                 | 4月21日       |
| 第15話第1898話 | 迎えに来ない             | 浦沢義雄 | 矢沢則夫   | 上原秀明   | 市来剛 加瀬政広          | 4月22日       |
| 第16話第1899話 | お出かけ生物委員会       | 浦沢義雄 | 葉摘田緒   | 成川武千嘉 | 玉利和枝                 | 4月25日       |
| 第17話第1900話 | 用具委員会もランチ       | 浦沢義雄 | 葉摘田緒   | 成川武千嘉 | 玉利和枝                 | 4月26日       |
| 第18話第1901話 | お父様の評判             | 浦沢義雄 | 奥澤粗笨   | 高田淳     | 市来剛 高橋信也          | 4月27日       |
| 第19話第1902話 | 誰かかわりに…            | 石山優子 | 小野木一樹 | 高田淳     | 市来剛 有働弥生          | 4月28日       |
| 第20話第1903話 | 学園長のブロマイド       | 浦沢義雄 | 四分一節子 | 高田淳     | 市来剛 加藤茂            | 4月29日       |
| 第21話第1904話 | 乗り越え槍の追試         | 浦沢義雄 | 矢沢則夫   | 成川武千嘉 | 玉利和枝                 | 5月2日        |
| 第22話第1905話 | 期待してるよ             | 浦沢義雄 | 木村哲     | 成川武千嘉 | 玉利和枝                 | 5月3日        |
| 第23話第1906話 | 名もない忍者             | 浦沢義雄 | 木村哲     | 佐々木和宏 | 芳川弥生                 | 5月4日        |
| 第24話第1907話 | 八方斎のカラクリ人形     | 浦沢義雄 | 矢沢則夫   | 佐々木和宏 | 芳川弥生                 | 5月5日        |
| 第25話第1908話 | 四年生の絆               | 浦沢義雄 | 奥澤粗笨   | 佐々木和宏 | 新山恵美子               | 5月6日        |
| 第26話第1909話 | 喜三太のやきもち         | 浦沢義雄 | 上原秀明   | 上原秀明   | 生野裕子 [ 17 ] 加瀬政広 | 5月9日        |
| 第27話第1910話 | ヘムヘムをさがせ         | 浦沢義雄 | 小野木一樹 | 上原秀明   | 市来剛 加瀬政広          | 5月10日       |
| 第28話第1911話 | 池田三郎次のお使い       | 浦沢義雄 | 奥澤粗笨   | 上原秀明   | 市来剛 加瀬政広          | 5月11日       |
| 第29話第1912話 | 研ぎ澄まされた心         | 浦沢義雄 | 木村哲     | 野木森達哉 | 生野裕子                 | 5月12日       |
| 第30話第1913話 | 修行が足りぬ             | 浦沢義雄 | 小野木一樹 | 野木森達哉 | 生野裕子                 | 5月13日       |
| 第31話第1914話 | 責任感が強い…            | 浦沢義雄 | 四分一節子 | 野木森達哉 | 新山恵美子               | 5月16日       |
| 第32話第1915話 | 馬借の時間便             | 浦沢義雄 | 四分一節子 | 成川武千嘉 | 遠藤靖裕                 | 5月17日       |
| 第33話第1916話 | 剣豪の弟子たち           | 浦沢義雄 | 矢沢則夫   | 小野田雄亮 | 市来剛 中野彰子          | 5月18日       |
| 第34話第1917話 | 平太を医務室へ           | 浦沢義雄 | 奥澤粗笨   | 小野田雄亮 | 市来剛 中野彰子          | 5月19日       |
| 第35話第1918話 | 次屋三之助のアルバイト   | 浦沢義雄 | 小野木一樹 | 小野田雄亮 | 市来剛 浦島美紀          | 5月20日       |
| 第36話第1919話 | ケロちゃんとラビちゃん   | 浦沢義雄 | 木村哲     | 佐々木和宏 | 船越英之                 | 5月23日       |
| 第37話第1920話 | 魔界之先生のお礼         | 浦沢義雄 | 小野木一樹 | 高田淳     | 生野裕子 加藤茂          | 5月24日       |
| 第38話第1921話 | 気持ちのいい景色         | 浦沢義雄 | 奥澤粗笨   | 高田淳     | 市来剛 加藤茂            | 5月25日       |
| 第39話第1922話 | 一年は組の秘密基地       | 浦沢義雄 | 奥澤粗笨   | 佐々木和宏 | 船越英之                 | 5月26日       |
| 第40話第1923話 | 不運厳禁                 | 阪口和久 | 佐々木和宏 | 佐々木和宏 | 吉原幸之助               | 5月27日       |
| 第41話第1924話 | いっしょに来た山賊       | 浦沢義雄 | 矢沢則夫   | 高田淳     | 市来剛 加藤愛            | 5月30日       |
| 第42話第1925話 | 孫次郎のマイペース       | 浦沢義雄 | 上原秀明   | 上原秀明   | 生野裕子 加瀬政広        | 5月31日       |
| 第43話第1926話 | くの一の補習授業         | 石山優子 | 四分一節子 | 上原秀明   | 市来剛 加瀬政広          | 6月1日        |
| 第44話第1927話 | 慌てろ会計委員会         | 浦沢義雄 | 奥澤粗笨   | 野木森達哉 | 新山恵美子               | 6月2日        |
| 第45話第1928話 | 落雷に注意               | 浦沢義雄 | 奥澤粗笨   | 野木森達哉 | 新山恵美子               | 6月3日        |
| 第46話第1929話 | アラビアの雪             | 浦沢義雄 | 小野木一樹 | 上原秀明   | 市来剛 加瀬政広          | 6月6日        |
| 第47話第1930話 | リリーばあちゃんの陰謀   | 浦沢義雄 | 木村哲     | 野木森達哉 | 生野裕子                 | 6月7日        |
| 第48話第1931話 | 重要な任務               | 浦沢義雄 | 小野木一樹 | 小野田雄亮 | 市来剛 中野彰子          | 6月8日        |
| 第49話第1932話 | 男子の小物               | 浦沢義雄 | 四分一節子 | 小野田雄亮 | 市来剛 [ 17 ] 浦島美紀   | 6月9日        |
| 第50話第1933話 | ドクタケ仮面             | 浦沢義雄 | 小野木一樹 | 小野田雄亮 | 市来剛 中野彰子          | 6月10日       |
| 第51話第1934話 | 阿甲老師の所へ           | 浦沢義雄 | 葉摘田緒   | 成川武千嘉 | 玉利和枝                 | 6月13日       |
| 第52話第1935話 | 阿甲老師の宝物           | 浦沢義雄 | 葉摘田緒   | 成川武千嘉 | 玉利和枝                 | 6月14日       |
| 第53話第1936話 | 団蔵の作文               | 浦沢義雄 | 木村哲     | 高田淳     | 生野裕子 加藤茂          | 6月15日       |
| 第54話第1937話 | 水軍のワナ               | 阪口和久 | 奥澤粗笨   | 成川武千嘉 | 遠藤靖裕                 | 6月16日       |
| 第55話第1938話 | 文豪花房牧之介           | 浦沢義雄 | 木村哲     | 野亦則行   | 生野裕子                 | 6月17日       |
| 第56話第1939話 | 首無し地蔵               | 浦沢義雄 | 矢沢則夫   | 上原秀明   | 市来剛 加瀬政広          | 6月20日       |
| 第57話第1940話 | 密書はどこ？             | 浦沢義雄 | 矢沢則夫   | 上原秀明   | 市来剛 加瀬政広          | 6月21日       |
| 第58話第1941話 | 不気味な森               | 浦沢義雄 | 矢沢則夫   | 上原秀明   | 市来剛 加瀬政広          | 6月22日       |
| 第59話第1942話 | 照星と雑渡昆奈門         | 浦沢義雄 | 小野木一樹 | 高田淳     | 市来剛 加藤愛            | 6月23日       |
| 第60話第1943話 | 水軍鍋                   | 浦沢義雄 | 奥澤粗笨   | 高田淳     | 生野裕子 有働弥生        | 6月24日       |
| 第61話第1944話 | 六年生の筆づくり         | 阪口和久 | 木村哲     | 佐々木和宏 | 辻加奈子                 | 6月27日       |
| 第62話第1945話 | 同室の緊急報告           | 阪口和久 | 葉摘田緒   | 吉田光春   | 遠藤江美子               | 6月28日       |
| 第63話第1946話 | 細かいことは気にしない   | 石山優子 | 葉摘田緒   | 松尾晋平   | 新山恵美子               | 6月29日       |
| 第64話第1947話 | どの委員会も楽しそう     | 浦沢義雄 | 葉摘田緒   | 吉田光春   | あおのゆか               | 6月30日       |
| 第65話第1948話 | 一年は組の約束           | 浦沢義雄 | 佐々木和宏 | 佐々木和宏 | 辻加奈子                 | 7月1日        |
| 第66話第1949話 | 忍びの山田利吉           | 浦沢義雄 | 吉田光春   | 吉田光春   | 玉利和枝                 | 11月7日       |
| 第67話第1950話 | 紅葉の極秘任務           | 浦沢義雄 | 木村哲     | 松尾晋平   | 玉利和枝                 | 11月8日       |
| 第68話第1951話 | 土井半助を追え           | 浦沢義雄 | 吉田光春   | 松尾晋平   | 遠藤靖裕                 | 11月9日       |
| 第69話第1952話 | 山田伝蔵の勝負           | 浦沢義雄 | 吉田光春   | 松尾晋平   | 市来剛                   | 11月10日      |
| 第70話第1953話 | 大きな栗の木の下で       | 浦沢義雄 | 奥澤粗笨   | 吉田光春   | 新山恵美子               | 11月11日      |

## 第25期
2017年4月3日から6月22日、10月16日から10月27日まで放送された。10月30日・31日、11月3日はスペシャルアニメを放送。全64話、通算2017回。
第64話は第1期第17話Aパートのリメイクとなっている。
| 話数通算       | サブタイトル           | 脚本     | 絵コンテ   | 演出       | 作画監督            | 初放送日          |
| -------------- | ---------------------- | -------- | ---------- | ---------- | ------------------- | ----------------- |
| 第1話第1954話  | 初心を忘れるな         | 浦沢義雄 | 吉田光春   | 松尾晋平   | 新山恵美子          | 2017年 4月3日     |
| 第2話第1955話  | 季節外れの蚊           | 浦沢義雄 | 吉田光春   | 松尾晋平   | 玉利和枝            | 4月4日            |
| 第3話第1956話  | 放課後の上級生         | 浦沢義雄 | 吉田光春   | 松尾晋平   | 遠藤江美子          | 4月5日            |
| 第4話第1957話  | 休日の忍たま           | 浦沢義雄 | 吉田光春   | 松尾晋平   | 玉利和枝            | 4月6日            |
| 第5話第1958話  | 裏々山のカッパ         | 浦沢義雄 | 吉田光春   | 松尾晋平   | 玉利和枝            | 4月7日            |
| 第6話第1959話  | ドクタケの矢           | 浦沢義雄 | 奥澤粗笨   | 上原秀明   | 生野裕子 加瀬政広   | 4月10日           |
| 第7話第1960話  | くの一のお約束         | 浦沢義雄 | 矢沢則夫   | 上原秀明   | 生野裕子 加瀬政広   | 4月11日           |
| 第8話第1961話  | めんどくさい悩み       | 浦沢義雄 | 小野木一樹 | 上原秀明   | 生野裕子 加瀬政広   | 4月12日           |
| 第9話第1962話  | 嵐の海                 | 浦沢義雄 | 木村哲     | 成川武千嘉 | 浦中利浩            | 4月13日           |
| 第10話第1963話 | 一年い組の不覚         | 石山優子 | 小野木一樹 | 成川武千嘉 | 遠藤靖裕            | 4月14日           |
| 第11話第1964話 | ありがたいお地蔵様     | 石山優子 | 奥澤粗笨   | 成川武千嘉 | 浦中利浩            | 4月17日           |
| 第12話第1965話 | パパの秘密             | 浦沢義雄 | 小野木一樹 | 上原秀明   | 生野裕子 加瀬政広   | 4月18日           |
| 第13話第1966話 | ドクたまの新入生？     | 石山優子 | 矢沢則夫   | 上原秀明   | 生野裕子 加瀬政広   | 4月19日           |
| 第14話第1967話 | 偉そうな長老           | 浦沢義雄 | 小野木一樹 | 上原秀明   | 生野裕子 加瀬政広   | 4月20日           |
| 第15話第1968話 | 塀のぼりができない     | 浦沢義雄 | 松尾晋平   | 松尾晋平   | 谷口亜希子          | 4月21日           |
| 第16話第1969話 | 利梵も登校             | 浦沢義雄 | 奥澤粗笨   | 野木森達哉 | 関根昌之            | 4月24日           |
| 第17話第1970話 | 火薬免許試験           | 浦沢義雄 | 奥澤粗笨   | 野木森達哉 | 関根昌之            | 4月25日           |
| 第18話第1971話 | 知ってる山賊           | 浦沢義雄 | 奥澤粗笨   | 野木森達哉 | 吉原幸之助          | 4月26日           |
| 第19話第1972話 | 逃げ方をためしてみよう | 浦沢義雄 | 小野木一樹 | 根岸宏樹   | 市来剛              | 4月27日           |
| 第20話第1973話 | 山賊のお宝をさがせ     | 浦沢義雄 | 小野木一樹 | 根岸宏樹   | 市来剛              | 4月28日           |
| 第21話第1974話 | 三年生の反省会         | 浦沢義雄 | 矢沢則夫   | 根岸宏樹   | 谷口亜希子          | 5月8日            |
| 第22話第1975話 | 花房牧之介の思い出     | 浦沢義雄 | 矢沢則夫   | 望月智充   | 辻加奈子            | 5月9日            |
| 第23話第1976話 | ふぶ鬼のプライド       | 浦沢義雄 | 小野木一樹 | 成川武千嘉 | 浦中利浩            | 5月10日           |
| 第24話第1977話 | 仲の悪いライバル       | 浦沢義雄 | 木村哲     | 成川武千嘉 | 浦中利浩            | 5月11日           |
| 第25話第1978話 | 水を売って大もうけ     | 阪口和久 | 奥澤粗笨   | 成川武千嘉 | 遠藤靖裕            | 5月12日           |
| 第26話第1979話 | 土井先生の出張         | 浦沢義雄 | 奥澤粗笨   | 望月智充   | 辻加奈子            | 5月15日           |
| 第27話第1980話 | 五年い組の水遁の術     | 阪口和久 | 木村哲     | 望月智充   | あおのゆか          | 5月16日           |
| 第28話第1981話 | 二年生のテスト         | 浦沢義雄 | 木村哲     | 成川武千嘉 | 遠藤江美子          | 5月17日           |
| 第29話第1982話 | 伊賀崎孫兵が追って来た | 浦沢義雄 | 奥澤粗笨   | 上原秀明   | 生野裕子 加瀬政広   | 5月18日           |
| 第30話第1983話 | 合同忍者隊             | 浦沢義雄 | 木村哲     | 成川武千嘉 | 生野裕子            | 5月19日           |
| 第31話第1984話 | くの一の社会活動       | 浦沢義雄 | 矢沢則夫   | 上原秀明   | 生野裕子 加瀬政広   | 5月22日           |
| 第32話第1985話 | 無口なリーダー         | 浦沢義雄 | 小野木一樹 | 上原秀明   | 生野裕子 加瀬政広   | 5月23日           |
| 第33話第1986話 | 金吾のスランプ         | 浦沢義雄 | 望月智充   | 根岸宏樹   | 辻加奈子            | 5月24日           |
| 第34話第1987話 | ご近所づきあい         | 浦沢義雄 | 木村哲     | 根岸宏樹   | 辻加奈子            | 5月25日           |
| 第35話第1988話 | 斜堂先生と戸部先生     | 浦沢義雄 | 木村哲     | 根岸宏樹   | あおのゆか          | 5月26日           |
| 第36話第1989話 | 秘密の訓練場           | 石山優子 | 矢沢則夫   | 野木森達哉 | 吉原幸之助          | 5月29日           |
| 第37話第1990話 | 損して得とれ           | 浦沢義雄 | 木村哲     | 野木森達哉 | 関根昌之            | 5月30日           |
| 第38話第1991話 | 熱血な用具委員         | 浦沢義雄 | 奥澤粗笨   | 野木森達哉 | 関根昌之            | 5月31日           |
| 第39話第1992話 | 大剣豪 花房牧之介      | 石山優子 | 小野木一樹 | 成川武千嘉 | 遠藤靖裕            | 6月1日            |
| 第40話第1993話 | 同室の恩返し           | 阪口和久 | 木村哲     | 松尾晋平   | 遠藤江美子          | 6月2日            |
| 第41話第1994話 | 魔の廊下               | 浦沢義雄 | 吉田光春   | 根岸宏樹   | 市来剛              | 6月5日            |
| 第42話第1995話 | 綾部喜八郎の災難       | 浦沢義雄 | 小野木一樹 | 根岸宏樹   | 新山恵美子          | 6月6日            |
| 第43話第1996話 | 五年ろ組がお手伝い     | 阪口和久 | 小野木一樹 | 根岸宏樹   | 谷口亜希子          | 6月7日            |
| 第44話第1997話 | 父親たち               | 浦沢義雄 | 松尾晋平   | 松尾晋平   | 玉利和枝            | 6月8日            |
| 第45話第1998話 | 土井半助の研究         | 浦沢義雄 | 松尾晋平   | 松尾晋平   | 玉利和枝            | 6月9日            |
| 第46話第1999話 | しんべヱ対タカ丸       | 石山優子 | 矢沢則夫   | 成川武千嘉 | 遠藤靖裕            | 6月12日           |
| 第47話第2000話 | 水練の悩み             | 浦沢義雄 | 木村哲     | 成川武千嘉 | 生野裕子            | 6月13日           |
| 第48話第2001話 | キャプテンしぶ鬼       | 浦沢義雄 | 矢沢則夫   | 上原秀明   | 市来剛 加瀬政広     | 6月14日           |
| 第49話第2002話 | 保健委員の精神         | 浦沢義雄 | 奥澤粗笨   | 上原秀明   | 市来剛 加瀬政広     | 6月15日           |
| 第50話第2003話 | ちょっと用がある       | 浦沢義雄 | 小野木一樹 | 上原秀明   | 市来剛 加瀬政広     | 6月16日           |
| 第51話第2004話 | 六年生の先回り         | 阪口和久 | 吉田光春   | 野木森達哉 | 吉原幸之助          | 6月19日           |
| 第52話第2005話 | ドクタケ城のハエたたき | 浦沢義雄 | 木村哲     | 松尾晋平   | あおのゆか          | 6月20日           |
| 第53話第2006話 | 古書を買いに           | 浦沢義雄 | 奥澤粗笨   | 野木森達哉 | 新山恵美子          | 6月21日           |
| 第54話第2007話 | 家へ帰ろう             | 浦沢義雄 | 小野木一樹 | 松尾晋平   | 玉利和枝            | 6月22日           |
| 第55話第2008話 | できすぎ厳禁           | 阪口和久 | 吉田光春   | 吉田光春   | あおのゆか          | 10月16日          |
| 第56話第2009話 | できなさすぎ厳禁       | 阪口和久 | 吉田光春   | 吉田光春   | あおのゆか          | 10月17日          |
| 第57話第2010話 | 山本シナ先生の元気     | 浦沢義雄 | 奥澤粗笨   | 成川武千嘉 | 玉利和枝            | 10月18日          |
| 第58話第2011話 | くの一教室のピクニック | 浦沢義雄 | 河内日出夫 | 根岸宏樹   | 吉原幸之助          | 10月19日          |
| 第59話第2012話 | 神秘的な池             | 浦沢義雄 | 河内日出夫 | 根岸宏樹   | 生野裕子            | 10月20日          |
| 第60話第2013話 | 殿様がうらやましい     | 浦沢義雄 | 木村哲     | 成川武千嘉 | 遠藤靖裕            | 10月23日          |
| 第61話第2014話 | 一番好きな事           | 浦沢義雄 | 奥澤粗笨   | 野木森達哉 | 新山恵美子          | 10月24日          |
| 第62話第2015話 | 宿題はまかせて         | 浦沢義雄 | 木村哲     | 野木森達哉 | 生野裕子            | 10月25日          |
| 第63話第2016話 | うどん屋さんへ行こう   | 石山優子 | 小野木一樹 | 野木森達哉 | 吉原幸之助          | 10月26日          |
| 第64話第2017話 | 仲直りしよう           | 浦沢義雄 | 小野木一樹 | 成川武千嘉 | 谷口亜希子          | 10月27日          |
| スペシャル     | さらば忍術学園         | 浦沢義雄 | 吉田光春   | 吉田光春   | 新山恵美子 玉利和枝 | 10月30日 10月31日 |
| スペシャル     | 忍術学園入学案内       | 浦沢義雄 | 木村哲     | 成川武千嘉 | 遠藤靖裕            | 11月3日           |

放送休止
- 2017年5月1日 - 3日：忍たま25 名作スペシャル[注 7] (18:00 - 18:20)
- 2017年5月4日 - 5日：おじゃる20 名作スペシャル[注 8] (18:00 - 18:20)
- 2017年11月1日 - 2日：おじゃる丸スペシャル「さらば まったりの日々よ」(18:00 - 18:20)

## 第26期
2018年4月2日から5月31日、11月12日から12月25日まで放送された。全76話、通算2093回。
第72話はNHK総合のコント番組『LIFE!〜人生に捧げるコント〜』から派生したスペシャルドラマ『忍べ！右左ヱ門』とコラボしたエピソードで、内村光良と田中直樹と塚地武雅が声優として出演した。
| 話数通算       | サブタイトル                 | 脚本     | 絵コンテ   | 演出       | 作画監督          | 初放送日      |
| -------------- | ---------------------------- | -------- | ---------- | ---------- | ----------------- | ------------- |
| 第1話第2018話  | 新学期の通せんぼ             | 浦沢義雄 | 吉田光春   | 松尾晋平   | 新山恵美子        | 2018年 4月2日 |
| 第2話第2019話  | どっち似？                   | 浦沢義雄 | 吉田光春   | 野木森達哉 | 遠藤江美子        | 4月3日        |
| 第3話第2020話  | 立派な放課後                 | 浦沢義雄 | 奥澤粗笨   | 成川武千嘉 | 辻加奈子          | 4月4日        |
| 第4話第2021話  | くの一と数馬                 | 浦沢義雄 | 奥澤粗笨   | 成川武千嘉 | 遠藤靖裕          | 4月5日        |
| 第5話第2022話  | 作法委員会のピンチ           | 石山優子 | 吉田光春   | 成川武千嘉 | 吉原幸之助        | 4月6日        |
| 第6話第2023話  | しんべヱの元気な絵           | 浦沢義雄 | 小野木一樹 | 野木森達哉 | 芳川弥生          | 4月9日        |
| 第7話第2024話  | 危険な雨宿り                 | 石山優子 | 吉田光春   | 金田貞徳   | 生野裕子 加瀬政広 | 4月10日       |
| 第8話第2025話  | 眠気をさませ                 | 浦沢義雄 | 小野木一樹 | 野木森達哉 | 遠藤江美子        | 4月11日       |
| 第9話第2026話  | 出茂鹿之介のおつかい         | 石山優子 | 小野木一樹 | 金田貞徳   | 生野裕子 加瀬政広 | 4月12日       |
| 第10話第2027話 | 壊れた10キロそろばん         | 浦沢義雄 | 吉田光春   | 金田貞徳   | 生野裕子 加瀬政広 | 4月13日       |
| 第11話第2028話 | くだらない冗談               | 浦沢義雄 | 矢沢則夫   | 金田貞徳   | 生野裕子 加瀬政広 | 4月16日       |
| 第12話第2029話 | 謎の女主人                   | 浦沢義雄 | 松尾晋平   | 松尾晋平   | 芳川弥生          | 4月17日       |
| 第13話第2030話 | ヘムヘムの災難               | 浦沢義雄 | 木村哲     | 成川武千嘉 | 吉原幸之助        | 4月18日       |
| 第14話第2031話 | 迷わずおつかい               | 浦沢義雄 | 吉田光春   | 成川武千嘉 | 遠藤靖裕          | 4月19日       |
| 第15話第2032話 | 古文書の解読                 | 浦沢義雄 | 小野木一樹 | 金田貞徳   | 生野裕子 加瀬政広 | 4月20日       |
| 第16話第2033話 | 冗談だよ、冗談               | 浦沢義雄 | 奥澤粗笨   | 金田貞徳   | 生野裕子 加瀬政広 | 4月23日       |
| 第17話第2034話 | 乾いた毛の忍者               | 石山優子 | 小野木一樹 | 野木森達哉 | 玉利和枝          | 4月24日       |
| 第18話第2035話 | よい枕                       | 浦沢義雄 | 矢沢則夫   | 野木森達哉 | 玉利和枝          | 4月25日       |
| 第19話第2036話 | 新しい友情                   | 浦沢義雄 | 吉田光春   | 松尾晋平   | 辻加奈子          | 4月26日       |
| 第20話第2037話 | 薬草取り日和                 | 浦沢義雄 | 吉田光春   | 野木森達哉 | 芳川弥生          | 4月27日       |
| 第21話第2038話 | 限界に挑戦                   | 浦沢義雄 | 松尾晋平   | 松尾晋平   | 辻加奈子          | 4月30日       |
| 第22話第2039話 | 八方斎の友達                 | 浦沢義雄 | 松尾晋平   | 松尾晋平   | 辻加奈子          | 5月1日        |
| 第23話第2040話 | きり子のアルバイト           | 浦沢義雄 | 岩崎知子   | 成川武千嘉 | 遠藤靖裕          | 5月2日        |
| 第24話第2041話 | 日向先生と斜堂先生           | 浦沢義雄 | 木村哲     | 金田貞徳   | 生野裕子 加瀬政広 | 5月3日        |
| 第25話第2042話 | ねらわれた生物委員会         | 石山優子 | 吉田光春   | 松尾晋平   | 新山恵美子        | 5月4日        |
| 第26話第2043話 | ナゾの新人忍者               | 浦沢義雄 | 吉田光春   | 成川武千嘉 | 吉原幸之助        | 5月7日        |
| 第27話第2044話 | 小松田さんの強敵             | 浦沢義雄 | 吉田光春   | 成川武千嘉 | 芳川弥生          | 5月8日        |
| 第28話第2045話 | キノコ峠の見張り小屋         | 浦沢義雄 | 吉田光春   | 野木森達哉 | 新山恵美子        | 5月9日        |
| 第29話第2046話 | 同窓会ピクニック             | 浦沢義雄 | 吉田光春   | 野木森達哉 | 玉利和枝          | 5月10日       |
| 第30話第2047話 | いくさごっこ                 | 浦沢義雄 | 吉田光春   | 野木森達哉 | 玉利和枝          | 5月11日       |
| 第31話第2048話 | 立派な学園長                 | 浦沢義雄 | 松尾晋平   | 松尾晋平   | 辻加奈子          | 5月14日       |
| 第32話第2049話 | 講師は土井先生               | 浦沢義雄 | 小野木一樹 | 金田貞徳   | 生野裕子 加瀬政広 | 5月15日       |
| 第33話第2050話 | おいしいわらび餅             | 浦沢義雄 | 矢沢則夫   | 金田貞徳   | 生野裕子 加瀬政広 | 5月16日       |
| 第34話第2051話 | ドクタケ水軍の実力           | 石山優子 | 松尾晋平   | 松尾晋平   | 辻加奈子          | 5月17日       |
| 第35話第2052話 | 軒丸瓦を奪い取れ             | 阪口和久 | 吉田光春   | 松尾晋平   | 芳川弥生          | 5月18日       |
| 第36話第2053話 | 六年ろ組の挑戦               | 石山優子 | 吉田光春   | 成川武千嘉 | 新山恵美子        | 5月21日       |
| 第37話第2054話 | 新しい殿様                   | 浦沢義雄 | 小野木一樹 | 成川武千嘉 | 芳川弥生          | 5月22日       |
| 第38話第2055話 | 協栄丸の特別授業             | 浦沢義雄 | 小野木一樹 | 金田貞徳   | 生野裕子 加瀬政広 | 5月23日       |
| 第39話第2056話 | ケロちゃんを探せ             | 石山優子 | 矢沢則夫   | 金田貞徳   | 生野裕子 加瀬政広 | 5月24日       |
| 第40話第2057話 | 影武者                       | 浦沢義雄 | 小野木一樹 | 根岸宏樹   | 吉原幸之助        | 5月25日       |
| 第41話第2058話 | 利吉のくの一調査             | 浦沢義雄 | 吉田光春   | 松尾晋平   | 遠藤靖裕          | 5月28日       |
| 第42話第2059話 | 出張修理                     | 浦沢義雄 | 木村哲     | 松尾晋平   | 辻加奈子          | 5月29日       |
| 第43話第2060話 | 怒りの七松先輩               | 浦沢義雄 | 小野木一樹 | 野木森達哉 | 生山弥助          | 5月30日       |
| 第44話第2061話 | 遊びに行こう                 | 浦沢義雄 | 吉田光春   | 野木森達哉 | 玉利和枝          | 5月31日       |
| 第45話第2062話 | 一年は組の煙玉               | 浦沢義雄 | 木村哲     | 成川武千嘉 | 芳川弥生          | 11月12日      |
| 第46話第2063話 | これからの時代               | 浦沢義雄 | 矢沢則夫   | 成川武千嘉 | 芳川弥生          | 11月13日      |
| 第47話第2064話 | おもしろい甘酒               | 浦沢義雄 | 小野木一樹 | 野木森達哉 | 辻加奈子          | 11月14日      |
| 第48話第2065話 | カメ子のお迎え               | 石山優子 | 小野木一樹 | 金田貞徳   | 生野裕子 加瀬政広 | 11月15日      |
| 第49話第2066話 | 流れついた小箱               | 阪口和久 | 吉田光春   | 野木森達哉 | 玉利和枝          | 11月16日      |
| 第50話第2067話 | くせ者大集合                 | 浦沢義雄 | 吉田光春   | 成川武千嘉 | 遠藤靖裕          | 11月19日      |
| 第51話第2068話 | くせ者バレーボール大会       | 浦沢義雄 | 吉田光春   | 成川武千嘉 | 遠藤靖裕          | 11月20日      |
| 第52話第2069話 | 怪しい取り引き               | 浦沢義雄 | 矢沢則夫   | 成川武千嘉 | 芳川弥生          | 11月21日      |
| 第53話第2070話 | ドクたまの臨海学校           | 浦沢義雄 | 矢沢則夫   | 金田貞徳   | 生野裕子 加瀬政広 | 11月22日      |
| 第54話第2071話 | 怪しい取り引き               | 浦沢義雄 | 木村哲     | 成川武千嘉 | 芳川弥生          | 11月23日      |
| 第55話第2072話 | 一人になりたい               | 石山優子 | 木村哲     | 野木森達哉 | 辻加奈子          | 11月26日      |
| 第56話第2073話 | 戸部先生のヒノキ？           | 石山優子 | 小野木一樹 | 金田貞徳   | 生野裕子 加瀬政広 | 11月27日      |
| 第57話第2074話 | 父ちゃんみたいに…            | 浦沢義雄 | 小野木一樹 | 野木森達哉 | 辻加奈子          | 11月28日      |
| 第58話第2075話 | お昼寝はしない               | 石山優子 | 松尾晋平   | 松尾晋平   | 吉原幸之助        | 11月29日      |
| 第59話第2076話 | 蛇がらの衣装                 | 浦沢義雄 | 佐々木和宏 | 野木森達哉 | 辻加奈子          | 11月30日      |
| 第60話第2077話 | 薄味の雑炊                   | 浦沢義雄 | 吉田光春   | 金田貞徳   | 生野裕子 加瀬政広 | 12月3日       |
| 第61話第2078話 | おにぎり、たけのこ、にんじん | 浦沢義雄 | 吉田光春   | 金田貞徳   | 生野裕子 加瀬政広 | 12月4日       |
| 第62話第2079話 | 玉三郎の大荷物               | 浦沢義雄 | 吉田光春   | 金田貞徳   | 生野裕子 加瀬政広 | 12月5日       |
| 第63話第2080話 | 左吉と平太                   | 浦沢義雄 | 小野木一樹 | 野木森達哉 | 玉利和枝          | 12月6日       |
| 第64話第2081話 | 食満留三郎の不安             | 浦沢義雄 | 松尾晋平   | 松尾晋平   | 新山恵美子        | 12月7日       |
| 第65話第2082話 | 金楽寺へゴー！               | 浦沢義雄 | 吉田光春   | 松尾晋平   | 新山恵美子        | 12月10日      |
| 第66話第2083話 | 予算会議宣言                 | 浦沢義雄 | 吉田光春   | 松尾晋平   | 新山恵美子        | 12月11日      |
| 第63話第2084話 | もんじろ君                   | 浦沢義雄 | 吉田光春   | 松尾晋平   | 新山恵美子        | 12月12日      |
| 第64話第2085話 | 予算会議終了？               | 浦沢義雄 | 吉田光春   | 松尾晋平   | 玉利和枝          | 12月13日      |
| 第69話第2086話 | スカウト厳禁                 | 阪口和久 | 吉田光春   | 野木森達哉 | 辻加奈子          | 12月14日      |
| 第70話第2087話 | 迷える火器マニア             | 浦沢義雄 | 松尾晋平   | 松尾晋平   | 生野裕子          | 12月17日      |
| 第71話第2088話 | 明日はテスト                 | 浦沢義雄 | 松尾晋平   | 松尾晋平   | 生野裕子          | 12月18日      |
| 第72話第2089話 | 忍者右左ヱ門                 | 浦沢義雄 | 葉摘田緒   | 根岸宏樹   | 吉原幸之助        | 12月19日      |
| 第73話第2090話 | 美しい手裏剣                 | 浦沢義雄 | 小野木一樹 | 成川武千嘉 | 吉原幸之助        | 12月20日      |
| 第74話第2091話 | 六年生の修理屋さん           | 阪口和久 | 吉田光春   | 野木森達哉 | 芳川弥生          | 12月21日      |
| 第75話第2092話 | 同室のすれ違い               | 阪口和久 | 吉田光春   | 吉田光春   | 芳川弥生          | 12月24日      |
| 第76話第2093話 | 稗田さんはいい人？           | 浦沢義雄 | 吉田光春   | 成川武千嘉 | 辻加奈子          | 12月25日      |

## 第27期
2019年4月1日から4月26日、6月3日から6月28日、10月21日から12月9日まで放送された。全76話、通算2169回。
| 話数通算       | サブタイトル                 | 脚本     | 絵コンテ   | 演出       | 作画監督            | 初放送日      |
| -------------- | ---------------------------- | -------- | ---------- | ---------- | ------------------- | ------------- |
| 第1話第2094話  | 忍術学園一番乗り             | 浦沢義雄 | 吉田光春   | 成川武千嘉 | 市来剛              | 2019年 4月1日 |
| 第2話第2095話  | 新学期のあいさつ             | 浦沢義雄 | 小野木一樹 | 成川武千嘉 | 遠藤靖裕            | 4月2日        |
| 第3話第2096話  | 教わったはずだ               | 石山優子 | 小野木一樹 | 野木森達哉 | 玉利和枝            | 4月3日        |
| 第4話第2097話  | 動かない水車                 | 浦沢義雄 | 木村哲     | 野木森達哉 | 玉利和枝            | 4月4日        |
| 第5話第2098話  | 八方斎おじさま               | 浦沢義雄 | 矢沢則夫   | 野木森達哉 | 谷口亜希子          | 4月5日        |
| 第6話第2099話  | 二人の方向オンチ             | 浦沢義雄 | 松尾晋平   | 松尾晋平   | 玉利和枝 新山恵美子 | 4月8日        |
| 第7話第2100話  | 学園長の変装                 | 浦沢義雄 | 木村哲     | 金田貞徳   | 生野裕子 加瀬政広   | 4月9日        |
| 第8話第2101話  | 魔界之先生の失敗？           | 浦沢義雄 | 矢沢則夫   | 金田貞徳   | 生野裕子 加瀬政広   | 4月10日       |
| 第9話第2102話  | 寝不足の小松田秀作           | 浦沢義雄 | 矢沢則夫   | 金田貞徳   | 生野裕子 加瀬政広   | 4月11日       |
| 第10話第2103話 | 小銭を取りもどせ             | 阪口和久 | 小野木一樹 | 成川武千嘉 | 遠藤靖裕            | 4月12日       |
| 第11話第2104話 | 舞踏大会                     | 石山優子 | 小野木一樹 | 根岸宏樹   | 吉原幸之助          | 4月15日       |
| 第12話第2105話 | もう一人の母ちゃん           | 浦沢義雄 | 木村哲     | 根岸宏樹   | 吉原幸之助          | 4月16日       |
| 第13話第2106話 | 戸部先生に習いたい           | 浦沢義雄 | 吉田光春   | 根岸宏樹   | 市来剛              | 4月17日       |
| 第14話第2107話 | あのころはよかった           | 浦沢義雄 | 吉田光春   | 成川武千嘉 | 楠眞由美            | 4月18日       |
| 第15話第2108話 | わしの時代                   | 浦沢義雄 | 木村哲     | 成川武千嘉 | 生野裕子            | 4月19日       |
| 第16話第2109話 | じーちゃんと庄二郎           | 浦沢義雄 | 矢沢則夫   | 野木森達哉 | 玉利和枝            | 4月22日       |
| 第17話第2110話 | 黒戸カゲ先生のお買い物       | 浦沢義雄 | 矢沢則夫   | 金田貞徳   | 生野裕子 加瀬政広   | 4月23日       |
| 第18話第2111話 | ぜいたくはこわい？           | 浦沢義雄 | 矢沢則夫   | 金田貞徳   | 生野裕子 加瀬政広   | 4月24日       |
| 第19話第2112話 | 危険な予習？                 | 浦沢義雄 | 吉田光春   | 金田貞徳   | 生野裕子 加瀬政広   | 4月25日       |
| 第20話第2113話 | 山田先生の手紙               | 石山優子 | 小野木一樹 | 野木森達哉 | 玉利和枝            | 4月26日       |
| 第21話第2114話 | 消えたふんどし               | 浦沢義雄 | 吉田光春   | 成川武千嘉 | 市来剛              | 6月3日        |
| 第22話第2115話 | ふんどし泥棒                 | 浦沢義雄 | 吉田光春   | 成川武千嘉 | 市来剛              | 6月4日        |
| 第23話第2116話 | 牧之介とふんどし             | 浦沢義雄 | 吉田光春   | 根岸宏樹   | 楠眞由美            | 6月5日        |
| 第24話第2117話 | ふんどしはどこだ             | 浦沢義雄 | 吉田光春   | 根岸宏樹   | 楠眞由美            | 6月6日        |
| 第25話第2118話 | ふんどし密書の復活           | 浦沢義雄 | 吉田光春   | 根岸宏樹   | 楠眞由美            | 6月7日        |
| 第26話第2119話 | 虎若のあこがれ               | 石山優子 | 小野木一樹 | 野木森達哉 | 新山恵美子          | 6月10日       |
| 第27話第2120話 | 旅立つ滝夜叉丸               | 浦沢義雄 | 矢沢則夫   | 金田貞徳   | 生野裕子 加瀬政広   | 6月11日       |
| 第28話第2121話 | 第三協栄丸の笑い             | 浦沢義雄 | 矢沢則夫   | 金田貞徳   | 生野裕子 加瀬政広   | 6月12日       |
| 第29話第2122話 | お豆腐専門店                 | 浦沢義雄 | 小野木一樹 | 金田貞徳   | 生野裕子 加瀬政広   | 6月13日       |
| 第30話第2123話 | 忍者やめます！               | 浦沢義雄 | 木村哲     | 成川武千嘉 | 遠藤靖裕            | 6月14日       |
| 第31話第2124話 | 似た者同士                   | 浦沢義雄 | 小野木一樹 | 野木森達哉 | 玉利和枝            | 6月17日       |
| 第32話第2125話 | 幻術とカラクリの勝負         | 浦沢義雄 | 木村哲     | 成川武千嘉 | 市来剛              | 6月18日       |
| 第33話第2126話 | 英気をやしなう               | 浦沢義雄 | 岩崎知子   | 成川武千嘉 | 市来剛              | 6月19日       |
| 第34話第2127話 | ライバルしちゃった           | 浦沢義雄 | 矢沢則夫   | 野木森達哉 | 玉利和枝            | 6月20日       |
| 第35話第2128話 | 田楽豆腐のお店               | 浦沢義雄 | 吉田光春   | 成川武千嘉 | 遠藤靖裕            | 6月21日       |
| 第36話第2129話 | 自分勝手？                   | 浦沢義雄 | 木村哲     | 根岸宏樹   | 吉原幸之助          | 6月24日       |
| 第37話第2130話 | 学園長対四年生               | 石山優子 | 木村哲     | 野木森達哉 | 市来剛              | 6月25日       |
| 第38話第2131話 | 伝七と左吉のおつかい         | 石山優子 | 小野木一樹 | 根岸宏樹   | 楠眞由美            | 6月26日       |
| 第39話第2132話 | 学園長の仕事                 | 浦沢義雄 | 矢沢則夫   | 金田貞徳   | 生野裕子 加瀬政広   | 6月27日       |
| 第40話第2133話 | 飛行の術の実習訓練           | 浦沢義雄 | 吉田光春   | 根岸宏樹   | 吉原幸之助          | 6月28日       |
| 第41話第2134話 | ドクササコの計画             | 浦沢義雄 | 吉田光春   | 野木森達哉 | 谷口亜希子          | 10月21日      |
| 第42話第2135話 | 一番危険なのは？             | 浦沢義雄 | 吉田光春   | 野木森達哉 | 楠眞由美            | 10月22日      |
| 第43話第2136話 | 自分の顔                     | 浦沢義雄 | 矢沢則夫   | 野木森達哉 | 生野裕子            | 10月23日      |
| 第44話第2137話 | 彦四郎と一平の秘密           | 石山優子 | 木村哲     | 根岸宏樹   | 吉原幸之助          | 10月24日      |
| 第45話第2138話 | 六年生のおせんたく           | 阪口和久 | 木村哲     | 根岸宏樹   | 遠藤靖裕            | 10月25日      |
| 第46話第2139話 | 苦しい時の神だのみ           | 浦沢義雄 | 小野木一樹 | 根岸宏樹   | 吉原幸之助          | 10月28日      |
| 第47話第2140話 | 忍者の夫婦                   | 浦沢義雄 | 矢沢則夫   | 金田貞徳   | 生野裕子 加瀬政広   | 10月29日      |
| 第48話第2141話 | 心の成長                     | 浦沢義雄 | 小野木一樹 | 金田貞徳   | 生野裕子 加瀬政広   | 10月30日      |
| 第49話第2142話 | 左吉とコレステロール号       | 浦沢義雄 | 吉田光春   | 金田貞徳   | 生野裕子 加瀬政広   | 10月31日      |
| 第50話第2143話 | 合戦場貸します               | 浦沢義雄 | 小野木一樹 | 金田貞徳   | 生野裕子 加瀬政広   | 11月1日       |
| 第51話第2144話 | 危険な大山兄弟               | 浦沢義雄 | 吉田光春   | 野木森達哉 | 楠眞由美            | 11月4日       |
| 第52話第2145話 | ウナギ組を追え               | 浦沢義雄 | 吉田光春   | 野木森達哉 | 谷口亜希子          | 11月5日       |
| 第53話第2146話 | ウラのウラのウラ             | 浦沢義雄 | 吉田光春   | 野木森達哉 | 生野裕子            | 11月6日       |
| 第54話第2147話 | 本格的な日陰ぼっこ           | 浦沢義雄 | 小野木一樹 | 根岸宏樹   | 遠藤靖裕            | 11月7日       |
| 第55話第2148話 | 不思議な四郎兵衛             | 浦沢義雄 | 吉田光春   | 根岸宏樹   | 吉原幸之助          | 11月8日       |
| 第56話第2149話 | 北石照代の連絡係             | 浦沢義雄 | 木村哲     | 根岸宏樹   | 吉原幸之助          | 11月11日      |
| 第57話第2150話 | ドクたまの親切               | 浦沢義雄 | 矢沢則夫   | 金田貞徳   | 生野裕子 加瀬政広   | 11月12日      |
| 第58話第2151話 | ふたつのおつかい             | 浦沢義雄 | 小野木一樹 | 金田貞徳   | 生野裕子 加瀬政広   | 11月13日      |
| 第59話第2152話 | 祈りの海                     | 浦沢義雄 | 矢沢則夫   | 金田貞徳   | 生野裕子 加瀬政広   | 11月14日      |
| 第60話第2153話 | 楽しい夕食会                 | 浦沢義雄 | 矢沢則夫   | 秦義人     | 玉利和枝            | 11月15日      |
| 第61話第2154話 | ジュンコのしあわせ           | 浦沢義雄 | 佐々木和宏 | 秦義人     | 玉利和枝            | 11月18日      |
| 第62話第2155話 | お兄ちゃんになって           | 石山優子 | 佐々木和宏 | 秦義人     | 谷口亜希子          | 11月19日      |
| 第63話第2156話 | 第三協栄丸と松千代先生       | 浦沢義雄 | 小野木一樹 | 根岸宏樹   | 遠藤靖裕            | 11月20日      |
| 第64話第2157話 | 第二の八方斎                 | 浦沢義雄 | 佐々木和宏 | 根岸宏樹   | 生野裕子            | 11月21日      |
| 第65話第2158話 | 同室の幸運                   | 阪口和久 | 吉田光春   | 野木森達哉 | 楠眞由美            | 11月22日      |
| 第66話第2159話 | 海の男たち                   | 浦沢義雄 | 矢沢則夫   | 根岸宏樹   | 吉原幸之助          | 11月25日      |
| 第67話第2160話 | 通販の忍者                   | 浦沢義雄 | 矢沢則夫   | 金田貞徳   | 生野裕子 加瀬政広   | 11月26日      |
| 第68話第2161話 | 堺の港へご招待               | 浦沢義雄 | 吉田光春   | 金田貞徳   | 生野裕子 加瀬政広   | 11月27日      |
| 第69話第2162話 | どっちが本当の山本シナ先生？ | 浦沢義雄 | 矢沢則夫   | 金田貞徳   | 生野裕子 加瀬政広   | 11月28日      |
| 第70話第2163話 | フォロー厳禁                 | 阪口和久 | 吉田光春   | 根岸宏樹   | 玉利和枝            | 11月29日      |
| 第71話第2164話 | 五年生対六年生 前編          | 石山優子 | 木村哲     | 野木森達哉 | 新山恵美子          | 12月2日       |
| 第72話第2165話 | 五年生対六年生 中編          | 石山優子 | 木村哲     | 野木森達哉 | 新山恵美子          | 12月3日       |
| 第73話第2165話 | 五年生対六年生 後編          | 石山優子 | 木村哲     | 野木森達哉 | 新山恵美子          | 12月4日       |
| 第74話第2167話 | 平太と怪士丸                 | 浦沢義雄 | 佐々木和宏 | 根岸宏樹   | 谷口亜希子          | 12月5日       |
| 第75話第2168話 | 富松作兵衛の不安             | 浦沢義雄 | 木村哲     | 野木森達哉 | 楠眞由美            | 12月6日       |
| 第76話第2169話 | もういいかい？               | 浦沢義雄 | 吉田光春   | 根岸宏樹   | 遠藤靖裕            | 12月9日       |

## 第28期
2020年3月30日から4月24日、7月27日から8月7日、11月9日から2021年1月13日まで放送された。全76話、通算2245回。
| 話数通算       | サブタイトル             | 脚本           | 絵コンテ   | 演出       | 作画監督          | 初放送日       |
| -------------- | ------------------------ | -------------- | ---------- | ---------- | ----------------- | -------------- |
| 第1話第2170話  | 心を鬼にして…            | 浦沢義雄       | 小野木一樹 | 成川武千嘉 | 吉原幸之助        | 2020年 3月30日 |
| 第2話第2171話  | パパとしんべヱの気持ち   | 浦沢義雄       | 木村哲     | 成川武千嘉 | 吉原幸之助        | 3月31日        |
| 第3話第2172話  | きり丸の登校             | 浦沢義雄       | 木村哲     | 成川武千嘉 | 遠藤靖裕          | 4月1日         |
| 第4話第2173話  | 小松田さんの面接         | 石山優子       | 矢澤範生   | 成川武千嘉 | 遠藤靖裕          | 4月2日         |
| 第5話第2174話  | みそ汁と滝夜叉丸         | 浦沢義雄       | 木村哲     | 成川武千嘉 | 楠眞由美          | 4月3日         |
| 第6話第2175話  | 晴耕雨読                 | 浦沢義雄       | 木村哲     | 佐土原武之 | 生野裕子 加瀬政広 | 4月6日         |
| 第7話第2176話  | あこがれの三反田数馬     | 浦沢義雄       | 小野木一樹 | 佐土原武之 | 生野裕子 加瀬政広 | 4月7日         |
| 第8話第2177話  | しんべヱと忍犬ヘムヘム   | 浦沢義雄       | 矢澤範生   | 佐土原武之 | 生野裕子 加瀬政広 | 4月8日         |
| 第9話第2178話  | くの一の外出             | 浦沢義雄       | 矢澤範生   | 野木森達哉 | 生野裕子          | 4月9日         |
| 第10話第2179話 | 伝子さんと半子さん       | 浦沢義雄       | 小野木一樹 | 成川武千嘉 | 谷口亜希子        | 4月9日         |
| 第11話第2180話 | 牧之介とコーちゃん       | 浦沢義雄       | 小野木一樹 | 野木森達哉 | 辻加奈子          | 4月13日        |
| 第12話第2181話 | 能勢久作のピンチ         | 石山優子       | 木村哲     | 野木森達哉 | 辻加奈子          | 4月14日        |
| 第13話第2182話 | 大切な小箱               | 石山優子       | 小野木一樹 | 佐土原武之 | 生野裕子 加瀬政広 | 4月15日        |
| 第14話第2183話 | なぞの行列               | 浦沢義雄       | 矢澤範生   | 佐土原武之 | 生野裕子 加瀬政広 | 4月16日        |
| 第15話第2184話 | あり余った体力           | 浦沢義雄       | 矢澤範生   | 佐土原武之 | 生野裕子 加瀬政広 | 4月17日        |
| 第16話第2185話 | 土井先生が負けた!?       | 浦沢義雄       | 小野木一樹 | 秦義人     | 楠眞由美          | 4月20日        |
| 第17話第2186話 | 信頼関係                 | 浦沢義雄       | 矢澤範生   | 秦義人     | 楠眞由美          | 4月21日        |
| 第18話第2187話 | マーボー豆腐定食         | 石山優子       | 小野木一樹 | 野木森達哉 | 辻加奈子          | 4月22日        |
| 第19話第2188話 | サラサラヘアーの先輩     | 石山優子       | 木村哲     | 野木森達哉 | 辻加奈子          | 4月23日        |
| 第20話第2189話 | 花と山田先生             | 浦沢義雄       | 矢澤範生   | 野木森達哉 | 生野裕子          | 4月24日        |
| 第21話第2190話 | 全校一斉テスト           | 浦沢義雄       | 吉田光春   | 成川武千嘉 | 吉原幸之助        | 7月27日        |
| 第22話第2191話 | キノコ沼の対決           | 浦沢義雄       | 吉田光春   | 成川武千嘉 | 遠藤靖裕          | 7月28日        |
| 第23話第2192話 | キノコ峠の暗号文         | 浦沢義雄       | 吉田光春   | 秦義人     | 楠眞由美          | 7月29日        |
| 第24話第2193話 | 暗号文を解読             | 浦沢義雄       | 吉田光春   | 秦義人     | 新山恵美子        | 7月30日        |
| 第25話第2194話 | テスト結果発表           | 浦沢義雄       | 吉田光春   | 秦義人     | 辻加奈子          | 7月31日        |
| 第26話第2195話 | きり丸の小銭探し         | 浦沢義雄       | 小野木一樹 | 成川武千嘉 | 吉原幸之助        | 8月3日         |
| 第27話第2196話 | 弟の第四協栄丸           | 浦沢義雄       | 小野木一樹 | 水本葉月   | 生野裕子 加瀬政広 | 8月4日         |
| 第28話第2197話 | 剣豪のにらめっこ         | 浦沢義雄       | 矢澤範生   | 野木森達哉 | 生野裕子          | 8月5日         |
| 第29話第2198話 | 雪鬼と雨鬼のプライド     | 浦沢義雄       | 木村哲     | 水本葉月   | 生野裕子 加瀬政広 | 8月6日         |
| 第30話第2199話 | しんべヱが最高点         | 浦沢義雄       | 矢澤範生   | 水本葉月   | 生野裕子 加瀬政広 | 8月7日         |
| 第31話第2200話 | 危険な近道？             | 石山優子       | 木村哲     | 野木森達哉 | 辻加奈子          | 11月9日        |
| 第32話第2201話 | 決闘の約束               | 石山優子       | 矢澤範生   | 成川武千嘉 | 吉原幸之助        | 11月10日       |
| 第33話第2202話 | スリルとサスペンスなお話 | 浦沢義雄       | 小野木一樹 | 成川武千嘉 | 遠藤靖裕          | 11月11日       |
| 第34話第2203話 | 貴族の母ちゃん           | 浦沢義雄       | 矢澤範生   | 成川武千嘉 | 吉原幸之助        | 11月12日       |
| 第35話第2204話 | 中在家先輩みたいに…      | 石山優子       | 小野木一樹 | 秦義人     | あおのゆか        | 11月13日       |
| 第36話第2205話 | 落書きの犯人を追え！     | 浦沢義雄       | 矢澤範生   | 秦義人     | 楠眞由美          | 11月16日       |
| 第37話第2206話 | 深夜の職員会議           | 浦沢義雄       | 木村哲     | 秦義人     | 谷口亜希子        | 11月17日       |
| 第38話第2207話 | 掃除がにがて             | 浦沢義雄       | 岡英和     | 水本葉月   | 生野裕子 加瀬政広 | 11月18日       |
| 第39話第2208話 | 方向オンチ克服作戦       | 浦沢義雄       | 吉田光春   | 水本葉月   | 生野裕子 加瀬政広 | 11月19日       |
| 第40話第2209話 | 生物委員の心             | 浦沢義雄       | 吉田光春   | 水本葉月   | 生野裕子 加瀬政広 | 11月20日       |
| 第41話第2210話 | 手裏剣の行方             | 吉高寿男       | 岡英和     | 野木森達哉 | 辻加奈子          | 11月23日       |
| 第42話第2211話 | 伝七・左吉と花房牧之介   | 浦沢義雄       | 木村哲     | 野木森達哉 | 辻加奈子          | 11月24日       |
| 第43話第2212話 | 宿題とナメクジさん       | 浦沢義雄       | 矢澤範生   | 野木森達哉 | 生野裕子          | 11月25日       |
| 第44話第2213話 | やれば出来る             | 浦沢義雄       | 矢澤範生   | 成川武千嘉 | 遠藤靖裕          | 11月26日       |
| 第45話第2214話 | 六年生のアルバイト失敗？ | 阪口和久       | 吉田光春   | 秦義人     | 新山恵美子        | 11月27日       |
| 第46話第2215話 | 落とし穴禁止令           | 山田花名       | 佐々木和宏 | 秦義人     | 新山恵美子        | 11月30日       |
| 第47話第2216話 | 高価な壺を守れ           | 山田花名       | 奥澤粗笨   | 成川武千嘉 | 佐々木幸恵        | 12月1日        |
| 第48話第2217話 | とらわれた小松田兄弟     | 石山優子       | 木村哲     | 成川武千嘉 | あおのゆか        | 12月2日        |
| 第49話第2218話 | 山田先生の忘れ物         | 石山優子       | 矢澤範生   | 水本葉月   | 生野裕子 加瀬政広 | 12月3日        |
| 第50話第2219話 | 早朝のアルバイト         | 浦沢義雄       | 小野木一樹 | 秦義人     | 楠眞由美          | 12月4日        |
| 第51話第2220話 | 一年ろ組の運動           | 浦沢義雄       | 欧州次郎   | 野木森達哉 | 辻加奈子          | 12月7日        |
| 第52話第2221話 | まさかの正夢             | あみやまさはる | 矢澤範生   | 野木森達哉 | 生野裕子          | 12月8日        |
| 第53話第2222話 | 絵のモデルになって       | 吉高寿男       | 木村哲     | 野木森達哉 | 辻加奈子          | 12月9日        |
| 第54話第2223話 | しぶ鬼の家庭教師         | 浦沢義雄       | 矢澤範生   | 水本葉月   | 生野裕子 加瀬政広 | 12月10日       |
| 第55話第2224話 | さよなら食堂のおばちゃん | あみやまさはる | 小野木一樹 | 水本葉月   | 生野裕子 加瀬政広 | 12月11日       |
| 第56話第2225話 | 頼られたい学級委員長     | 浦沢義雄       | 奥澤粗笨   | 成川武千嘉 | 遠藤靖裕          | 12月14日       |
| 第57話第2226話 | 苦無の基本               | 浦沢義雄       | 欧州次郎   | 秦義人     | 市来剛            | 12月15日       |
| 第58話第2227話 | 照星の特別指導           | 浦沢義雄       | 欧州次郎   | 岡英和     | 佐々木幸恵        | 12月16日       |
| 第59話第2228話 | 団蔵の手紙               | 浦沢義雄       | 矢澤範生   | 水本葉月   | 生野裕子 加瀬政広 | 12月17日       |
| 第60話第2229話 | 同室の秘密               | 阪口和久       | 吉田光春   | 成川武千嘉 | 楠眞由美          | 12月18日       |
| 第61話第2230話 | 浦風藤内のおつかい       | 浦沢義雄       | 矢澤範生   | 野木森達哉 | 辻加奈子          | 12月21日       |
| 第62話第2231話 | あこがれの海の男         | 浦沢義雄       | 矢澤範生   | 野木森達哉 | 生野裕子          | 12月22日       |
| 第63話第2232話 | たくましいしんべヱ       | 浦沢義雄       | 欧州次郎   | 三浦辰夫   | 生野裕子 加瀬政広 | 12月23日       |
| 第64話第2233話 | 四年生頂上決戦！前編     | 石山優子       | 木村哲     | 根岸宏樹   | 吉原幸之助        | 12月24日       |
| 第65話第2234話 | 四年生頂上決戦！後編     | 石山優子       | 木村哲     | 根岸宏樹   | 新山恵美子        | 12月25日       |
| 第66話第2235話 | 深読み厳禁               | 阪口和久       | 吉田光春   | 野木森達哉 | 辻加奈子          | 12月28日       |
| 第67話第2236話 | 時友先輩の座禅           | 浦沢義雄       | 岡英和     | 秦義人     | 佐々木幸恵        | 12月29日       |
| 第68話第2237話 | この指とまれ             | 浦沢義雄       | 小野木一樹 | 成川武千嘉 | 遠藤靖裕          | 12月30日       |
| 第69話第2238話 | 抜天坊の破産             | 浦沢義雄       | 吉田光春   | 成川武千嘉 | 楠眞由美          | 2021年 1月4日  |
| 第70話第2239話 | ハニワくん登場           | 浦沢義雄       | 吉田光春   | 成川武千嘉 | 楠眞由美          | 1月5日         |
| 第71話第2240話 | 本奉行の正体             | 浦沢義雄       | 吉田光春   | 根岸宏樹   | 吉原幸之助        | 1月6日         |
| 第72話第2241話 | 教育熱心                 | 浦沢義雄       | 岡英和     | 水本葉月   | 生野裕子 加瀬政広 | 1月7日         |
| 第73話第2242話 | 追いかけっこ             | 浦沢義雄       | 欧州次郎   | 秦義人     | 吉原幸之助        | 1月8日         |
| 第74話第2243話 | 絶対に秘密               | 浦沢義雄       | 小野木一樹 | 野木森達哉 | 辻加奈子          | 1月11日        |
| 第75話第2244話 | こげた密書               | 中野涼介       | 早坂忍     | 野木森達哉 | 辻加奈子          | 1月12日        |
| 第76話第2245話 | 別れたくない             | 浦沢義雄       | 木村哲     | 野木森達哉 | 生野裕子          | 1月13日        |

放送休止
- 2020年12月31日：ビットワールドミュージカル 主人公入れ替わり大作戦!鬼を斬る!（完全版）(17:55 - 18:55)
- 2021年1月1日：世界にいいね!つぶやき英語 太田光のつぶやき英語2021 (18:00 - 18:50)

## 第29期
2021年3月30日から5月7日、11月1日から2022年1月6日、3月31日まで放送された。全77話、通算2322回。
| 話数通算        | サブタイトル                   | 脚本     | 絵コンテ     | 演出         | 作画監督                | 初放送日       |
| --------------- | ------------------------------ | -------- | ------------ | ------------ | ----------------------- | -------------- |
| 第1話第2246話   | 新学期のよろこび               | 浦沢義雄 | 木村哲       | 成川武千嘉   | 遠藤靖裕                | 2021年 3月30日 |
| 第2話第2247話   | 庄左ヱ門の家族                 | 浦沢義雄 | 矢澤範生     | 秦義人       | 吉原幸之助              | 3月31日        |
| 第3話第2248話   | 金吾の里帰り                   | 浦沢義雄 | 小野木一樹   | 秦義人       | 佐々木幸恵              | 4月1日         |
| 第4話第2249話   | 父ちゃんが作ったお弁当         | 浦沢義雄 | 成川武千嘉   | 成川武千嘉   | 楠眞由美                | 4月2日         |
| 第5話第2250話   | ハニワくんの登校               | 浦沢義雄 | 奥澤粗笨     | 野木森達哉   | 生野裕子                | 4月5日         |
| 第6話第2251話   | ハニワくんの歓迎会             | 浦沢義雄 | 鵜飼ゆうき   | 成川武千嘉   | 吉原幸之助              | 4月6日         |
| 第7話第2252話   | 八方斎と学園長                 | 浦沢義雄 | 矢澤範生     | 成川武千嘉   | 遠藤靖裕                | 4月7日         |
| 第8話第2253話   | 小松田さんのサイン             | 浦沢義雄 | 木村哲       | 水本葉月     | 生野裕子 加瀬政広       | 4月8日         |
| 第9話第2254話   | 沈黙の極意                     | 浦沢義雄 | 矢澤範生     | 水本葉月     | 生野裕子 加瀬政広       | 4月9日         |
| 第10話第2255話  | キラキラの弟子                 | 石山優子 | 小野木一樹   | 成川武千嘉   | 永井美月                | 4月12日        |
| 第11話第2256話  | イノシシのお肉                 | 浦沢義雄 | 三浦辰夫     | 三浦辰夫     | 生野裕子 加瀬政広       | 4月13日        |
| 第12話第2257話  | ありがたい巻物                 | 浦沢義雄 | 木村哲       | 秦義人       | 佐々木幸恵              | 4月14日        |
| 第13話第2258話  | 一年ろ組のキノコとり           | 浦沢義雄 | 鈴木卓夫     | 秦義人       | 生野裕子                | 4月15日        |
| 第14話第2259話  | 川西左近の補習                 | 石山優子 | 小野木一樹   | 秦義人       | 谷口亜希子              | 4月16日        |
| 第15話第2260話  | いつも笑顔で                   | 石山優子 | 鵜飼ゆうき   | 野木森達哉   | 辻加奈子                | 4月19日        |
| 第16話第2261話  | ドケチ失格!?                   | 浦沢義雄 | 矢澤範生     | 野木森達哉   | 楠眞由美                | 4月20日        |
| 第17話第2262話  | 伊作先輩と諸泉尊奈門           | 石山優子 | 鵜飼ゆうき   | 野木森達哉   | 辻加奈子                | 4月21日        |
| 第18話第2263話  | 内木小丸の密書                 | 浦沢義雄 | 木村哲       | 水本葉月     | 生野裕子 加瀬政広       | 4月22日        |
| 第19話第2264話  | 探知できない侵入者             | 浦沢義雄 | 木村哲       | 水本葉月     | 生野裕子 加瀬政広       | 4月23日        |
| 第20話第2265話  | お魚の英雄                     | 浦沢義雄 | 奥澤粗笨     | 成川武千嘉   | 吉原幸之助              | 4月26日        |
| 第21話第2266話  | 貴重な存在                     | 浦沢義雄 | 三浦辰夫     | 三浦辰夫     | 生野裕子 加瀬政広       | 4月27日        |
| 第22話第2267話  | よその国で武者修行             | 浦沢義雄 | 鈴木卓夫     | 成川武千嘉   | 佐々木幸恵              | 4月28日        |
| 第23話第2268話  | 兵太夫と三治郎の気分転換       | 浦沢義雄 | 小野木一樹   | 秦義人       | 新山恵美子              | 4月29日        |
| 第24話第2269話  | 忘れたすり鉢                   | 浦沢義雄 | 望月智充     | 野木森達哉   | 辻加奈子                | 4月30日        |
| 第25話第2270話  | そんな事で委員会               | 浦沢義雄 | 鈴木卓夫     | 秦義人       | 佐々木幸恵              | 5月3日         |
| 第26話第2271話  | 忍者はガッツ？                 | 浦沢義雄 | 木村哲       | 福井洋平     | 辻加奈子                | 5月4日         |
| 第27話第2272話  | 美しい館                       | 浦沢義雄 | 望月智充     | 秦義人       | 生野裕子                | 5月5日         |
| 第28話第2273話  | 胸を張れ                       | 浦沢義雄 | 鵜飼ゆうき   | 根岸宏樹     | 鈴谷大師                | 5月6日         |
| 第29話第2274話  | 楽しみなお休み                 | 浦沢義雄 | 奥澤粗笨     | 秦義人       | 谷口亜希子              | 5月7日         |
| 第30話第2275話  | 努力が大切                     | 浦沢義雄 | 小野木一樹   | 秦義人       | 谷口亜希子              | 11月1日        |
| 第31話第2276話  | カリスマ髪結いを追え           | 浦沢義雄 | 奥澤粗笨     | 渡邉峻       | 永井美月                | 11月2日        |
| 第32話第2277話  | 伏木蔵のタンコブ               | 浦沢義雄 | 小野木一樹   | 成川武千嘉   | 辻加奈子                | 11月3日        |
| 第33話第2278話  | くの一のお昼寝                 | 浦沢義雄 | 矢澤範生     | 野木森達哉   | 吉原幸之助              | 11月4日        |
| 第34話第2279話  | 潮江先輩の誕生日               | 石山優子 | 木村哲       | 成川武千嘉   | 遠藤靖裕                | 11月5日        |
| 第35話第2280話  | 喜三太と金吾の休日             | 浦沢義雄 | 三浦辰夫     | 三浦辰夫     | 生野裕子 加瀬政広       | 11月8日        |
| 第36話第2281話  | 安藤先生と斜堂先生のにらみ合い | 浦沢義雄 | 小野木一樹   | 水本葉月     | 生野裕子                | 11月9日        |
| 第37話第2282話  | 半額のおしろい                 | 浦沢義雄 | 矢澤範生     | 水本葉月     | 生野裕子                | 11月10日       |
| 第38話第2283話  | 八方斎のまくら                 | 浦沢義雄 | 岡英和       | 野木森達哉   | 生野裕子                | 11月11日       |
| 第39話第2284話  | 父ちゃんの実力                 | 浦沢義雄 | 奥澤粗笨     | 野木森達哉   | 佐々木幸恵              | 11月12日       |
| 第40話第2285話  | 六年生の銭えらび               | 阪口和久 | 木村哲       | 成川武千嘉   | 遠藤靖裕                | 11月15日       |
| 第41話第2286話  | 図書室の二人                   | 浦沢義雄 | 矢澤範生     | 成川武千嘉   | 辻加奈子                | 11月16日       |
| 第42話第2287話  | リリーばあちゃんの引退         | 浦沢義雄 | 鈴木卓夫     | 成川武千嘉   | 市来剛                  | 11月17日       |
| 第43話第2288話  | ドクタケのうどん屋さん         | 浦沢義雄 | 奥澤粗笨     | 秦義人       | 辻加奈子                | 11月18日       |
| 第44話第2289話  | 照星の集中力                   | 浦沢義雄 | 木村哲       | 秦義人       | 吉原幸之助              | 11月19日       |
| 第45話第2290話  | 同室のゴールキーパー           | 阪口和久 | 木村哲       | 野木森達哉   | 吉原幸之助              | 11月22日       |
| 第46話第2291話  | 倒してから行け                 | 阪口和久 | 木村哲       | 秦義人       | 生野裕子                | 11月23日       |
| 第47話第2292話  | 尼寺への密書                   | 浦沢義雄 | 奥澤粗笨     | 野木森達哉   | 市来剛                  | 11月24日       |
| 第498話第2293話 | しぶ鬼の休日                   | 石山優子 | 矢澤範生     | 野木森達哉   | 佐々木幸恵              | 11月25日       |
| 第49話第2294話  | 土井先生の引っこし？           | 浦沢義雄 | 奥澤粗笨     | 秦義人       | 辻加奈子                | 11月26日       |
| 第50話第2295話  | 案内厳禁                       | 阪口和久 | 岡英和       | 秦義人       | 谷口亜希子              | 11月29日       |
| 第51話第2296話  | 乗りこえるために塀はある       | 石山優子 | 三浦辰夫     | 三浦辰夫     | 生野裕子                | 11月30日       |
| 第52話第2297話  | 八方斎のピクニック             | 浦沢義雄 | 鈴木卓夫     | 鈴木卓夫     | 生野裕子                | 12月1日        |
| 第53話第2298話  | アイドルの座                   | 浦沢義雄 | 矢澤範生     | 成川武千嘉   | 市来剛                  | 12月2日        |
| 第54話第2299話  | 命の恩タコ                     | 浦沢義雄 | 鈴木卓夫     | 成川武千嘉   | 遠藤靖裕                | 12月3日        |
| 第55話第2300話  | 泣くな伊賀崎孫兵               | 浦沢義雄 | 岡英和       | 野木森達哉   | 辻加奈子                | 12月6日        |
| 第56話第2301話  | 利吉の作戦                     | 浦沢義雄 | 木村哲       | 野木森達哉   | 楠眞由美                | 12月7日        |
| 第57話第2302話  | ふたりはライバル!?             | 浦沢義雄 | 小野木一樹   | 野木森達哉   | 市来剛                  | 12月8日        |
| 第58話第2303話  | ドクタケのせきとめ作戦         | 阪口和久 | もりたけし   | のなかかずみ | 生野裕子 はしもとかつみ | 12月9日        |
| 第59話第2304話  | 清八のこと                     | 浦沢義雄 | のなかかずみ | のなかかずみ | 生野裕子 はしもとかつみ | 12月10日       |
| 第60話第2305話  | ユキちゃんの居残り             | 山田花名 | 矢澤範生     | 秦義人       | 谷口亜希子              | 12月13日       |
| 第61話第2306話  | お子様豆腐                     | 浦沢義雄 | 小野木一樹   | 秦義人       | 辻加奈子                | 12月14日       |
| 第62話第2307話  | 不気味な物音                   | 浦沢義雄 | 三浦辰夫     | 三浦辰夫     | 生野裕子                | 12月15日       |
| 第63話第2308話  | ウトウト                       | 浦沢義雄 | 矢澤範生     | のなかかずみ | 生野裕子 はしもとかつみ | 12月16日       |
| 第64話第2309話  | そわそわでおかえり             | 浦沢義雄 | 木村哲       | 秦義人       | 生野裕子                | 12月17日       |
| 第65話第2310話  | 三年生のピクニック 前編        | 石山優子 | 小野木一樹   | 成川武千嘉   | 新山恵美子              | 12月20日       |
| 第66話第2311話  | 三年生のピクニック 後編        | 石山優子 | 小野木一樹   | 成川武千嘉   | 吉原幸之助              | 12月21日       |
| 第67話第2312話  | 三郎次と忍者勝負               | 山田花名 | もりたけし   | 成川武千嘉   | 遠藤靖裕                | 12月22日       |
| 第68話第2313話  | 通販の銅像                     | 浦沢義雄 | 木村哲       | 野木森達哉   | 佐々木幸恵              | 12月23日       |
| 第69話第2314話  | 道なき道をすすめ               | 浦沢義雄 | 鈴木卓夫     | 野木森達哉   | 楠眞由美                | 12月24日       |
| 第70話第2315話  | ハニワくんと怪しい男           | 浦沢義雄 | 小野木一樹   | 前園文夫     | 生野裕子 佐久間信計     | 12月27日       |
| 第71話第2316話  | 月見亭に連れてって             | 石山優子 | 鈴木卓夫     | 前園文夫     | 生野裕子 佐久間信計     | 12月28日       |
| 第72話第2317話  | 一年は組の学級委員長           | 石山優子 | 矢澤範生     | 前園文夫     | 生野裕子                | 12月29日       |
| 第73話第2318話  | 伊作のぬり薬                   | 浦沢義雄 | 小野木一樹   | 野木森達哉   | 辻加奈子                | 12月30日       |
| 第74話第2319話  | 少年剣士・花房牧之介           | 浦沢義雄 | 三浦辰夫     | 三浦辰夫     | 生野裕子                | 2022年 1月4日  |
| 第75話第2320話  | へたならくがき                 | 浦沢義雄 | 木村哲       | 炬燵蜜柑     | 齋藤香織 酒井愛理       | 1月5日         |
| 第76話第2321話  | 一年は組の名残                 | 浦沢義雄 | 望月智充     | 秦義人       | 谷口亜希子              | 1月6日         |
| 第77話第2322話  | 放送30年おめでとう！           | -        | -            | -            | -                       | 3月31日        |

放送休止
- 2021年12月31日：太田光のつぶやき英語 大みそかスペシャル 2021年注目のハッシュタグ 小林克也登場 (18:00 - 18:55)
- 2022年1月3日：365日の献立日記 スペシャル「沢村貞子さんと私のお正月」(18:00 - 18:55)

## 第30期
2022年4月4日から4月29日、9月26日から11月2日、11月4日から12月13日まで放送された。5月4日はスペシャルアニメを放送。全76話、通算2398回。
第2期から第29期まで監督を務めていた河内日出夫が本シリーズよりアニメーション監修を担当。
飯塚昭三がスペシャルアニメをもって稗田八方斎役を降板し、第23話より間宮康弘に変更された。
第31話から第35話のエピソードは「思い出」をテーマに、原作者・尼子騒兵衛が原案を書いている。
第65話から第69話のエピソードは2022年にテレビアニメ放送30周年を記念して公式サイトで行われた人気コンビ投票「忍たま30 あなたが選ぶベストコンビ」の結果を受けて制作された。
| 話数通算       | サブタイトル                        | 脚本     | 絵コンテ   | 演出       | 作画監督            | 初放送日      |
| -------------- | ----------------------------------- | -------- | ---------- | ---------- | ------------------- | ------------- |
| 第1話第2323話  | 遅刻しちゃう                        | 浦沢義雄 | 小野木一樹 | 成川武千嘉 | 楠眞由美            | 2022年 4月4日 |
| 第2話第2324話  | 思い出し笑い                        | 浦沢義雄 | 矢澤範生   | 成川武千嘉 | 楠眞由美            | 4月5日        |
| 第3話第2325話  | おしとやかな補習授業                | 浦沢義雄 | 矢澤範生   | 秦義人     | 太田麻美 中口えりな | 4月6日        |
| 第4話第2326話  | 山奥の野営訓練                      | 山田花名 | 木村哲     | 成川武千嘉 | 遠藤靖裕            | 4月7日        |
| 第5話第2327話  | 時友四郎兵衛の計画                  | 石山優子 | 木村哲     | 秦義人     | 中口えりな          | 4月8日        |
| 第6話第2328話  | 月夜の暗殺者                        | 吉高寿男 | 竹之内和久 | 秦義人     | 太田麻美            | 4月11日       |
| 第7話第2329話  | 立派な鐘つきヘムヘム                | 浦沢義雄 | 小野木一樹 | 水野知己   | 林桂子              | 4月12日       |
| 第8話第2330話  | あこがれのユラリ                    | 石山優子 | 矢澤範生   | 水野知己   | まつざきはじめ      | 4月13日       |
| 第9話第2331話  | ドクたまのかくれんぼ                | 浦沢義雄 | 小野木一樹 | 水野知己   | 林一哉              | 4月14日       |
| 第10話第2332話 | 落とし穴に落ちてやる                | 吉高寿男 | 木村哲     | 鈴木卓夫   | 谷口亜希子          | 4月15日       |
| 第11話第2333話 | もらった整理券                      | 浦沢義雄 | 三浦辰夫   | 三浦辰夫   | 生野裕子            | 4月18日       |
| 第12話第2334話 | 普通ってなんだ？                    | 浦沢義雄 | 鈴木卓夫   | 鈴木卓夫   | 吉原幸之助          | 4月19日       |
| 第13話第2335話 | ユキのスランプ                      | 山田花名 | 奥澤粗笨   | 前園文夫   | はしもとかつみ      | 4月20日       |
| 第14話第2336話 | ミミズな牧之介                      | 浦沢義雄 | 小野木一樹 | 前園文夫   | はしもとかつみ      | 4月21日       |
| 第15話第2337話 | 乱太郎のとても不運な日              | 山田花名 | 矢澤範生   | 前園文夫   | 小幡公春            | 4月22日       |
| 第16話第2338話 | 火薬に強くなろう！                  | 浦沢義雄 | 奥澤粗笨   | 成川武千嘉 | 楠眞由美            | 4月25日       |
| 第17話第2339話 | アルバイトをゆずれ                  | 浦沢義雄 | 竹之内和久 | 成川武千嘉 | 遠藤靖裕            | 4月26日       |
| 第18話第2340話 | 安藤先生の武器                      | 浦沢義雄 | 矢澤範生   | 秦義人     | 太田麻美            | 4月27日       |
| 第19話第2341話 | 俺たちは魚屋さんじゃない            | 浦沢義雄 | 小野木一樹 | 秦義人     | 穂坂史織            | 4月28日       |
| 第20話第2342話 | 抜き打ちテストを探り出せ            | 阪口和久 | 木村哲     | 成川武千嘉 | 楠眞由美            | 4月29日       |
| スペシャル     | 100％勇気！ドクタケ出城をやっつけろ | 浦沢義雄 | 鈴木卓夫   | 野木森達哉 | 辻加奈子 生野裕子   | 5月4日        |
| 第21話第2343話 | 土井先生の特別試験                  | 石山優子 | 小野木一樹 | 秦義人     | 穂坂史織            | 9月26日       |
| 第22話第2344話 | 三治郎の鋭い観察力                  | 吉高寿男 | 鈴木卓夫   | 鈴木卓夫   | 谷口亜希子          | 9月27日       |
| 第23話第2345話 | 小松田の座                          | 浦沢義雄 | 三浦辰夫   | 三浦辰夫   | 吉原幸之助          | 9月28日       |
| 第24話第2346話 | 食堂はどっちだ                      | 浦沢義雄 | 三浦辰夫   | 三浦辰夫   | 生野裕子            | 9月29日       |
| 第25話第2347話 | 六年生の畑仕事                      | 阪口和久 | 奥澤粗笨   | 水野知己   | 敷島博英            | 9月30日       |
| 第26話第2348話 | 曇鬼の家出                          | 石山優子 | 竹之内和久 | 水野知己   | 林一哉              | 10月3日       |
| 第27話第2349話 | うどん屋さんを盛り上げよう          | 山田花名 | 矢澤範生   | 水野知己   | まつざきはじめ      | 10月4日       |
| 第28話第2350話 | 一年ろ組の笑う練習                  | 浦沢義雄 | 小野木一樹 | 前園文夫   | はしもとかつみ      | 10月5日       |
| 第29話第2351話 | 家に帰ろう                          | 浦沢義雄 | 矢澤範生   | 前園文夫   | 小幡公春            | 10月6日       |
| 第30話第2352話 | 誘惑に負けるな                      | 吉高寿男 | 矢澤範生   | 前園文夫   | はしもとかつみ      | 10月7日       |
| 第31話第2353話 | 鍛練のはじまり                      | 浦沢義雄 | 根岸宏樹   | 成川武千嘉 | 新山恵美子          | 10月10日      |
| 第32話第2354話 | 籠城の記憶                          | 浦沢義雄 | 木村哲     | 野木森達哉 | あおのゆか          | 10月11日      |
| 第33話第2355話 | 無口なわけ                          | 石山優子 | 竹之内和久 | 成川武千嘉 | 辻加奈子            | 10月12日      |
| 第34話第2356話 | 同室の思い出                        | 阪口和久 | 小野木一樹 | 秦義人     | 楠眞由美            | 10月13日      |
| 第35話第2357話 | 思い出した手当て                    | 浦沢義雄 | もりたけし | 野木森達哉 | 辻加奈子            | 10月14日      |
| 第36話第2358話 | 美しい三反田数馬                    | 石山優子 | 小野木一樹 | 成川武千嘉 | 楠眞由美            | 10月17日      |
| 第37話第2359話 | タソガレドキの演習                  | 浦沢義雄 | 木村哲     | 成川武千嘉 | 遠藤靖裕            | 10月18日      |
| 第38話第2360話 | ライバルが心配                      | 浦沢義雄 | 木村哲     | 成川武千嘉 | 辻加奈子            | 10月19日      |
| 第39話第2361話 | ドクタケの奉仕活動                  | 浦沢義雄 | 竹之内和久 | 秦義人     | 楠眞由美            | 10月20日      |
| 第40話第2362話 | カステーラのスカウト                | 浦沢義雄 | 永島昭子   | 秦義人     | あおのゆか          | 10月21日      |
| 第41話第2363話 | 沸点の低い思い出し笑い              | 浦沢義雄 | 奥澤粗笨   | 水野知己   | パク ゴン ハー      | 10月24日      |
| 第42話第2364話 | 山ぶ鬼の五車の術                    | 山田花名 | 奥澤粗笨   | 水野知己   | まつざきはじめ      | 10月25日      |
| 第43話第2365話 | 密書をとりもどせ                    | 山田花名 | 矢澤範生   | 水野知己   | 林一哉              | 10月26日      |
| 第44話第2366話 | 斜堂先生の秘密                      | 浦沢義雄 | 三浦辰夫   | 三浦辰夫   | 生野裕子            | 10月27日      |
| 第45話第2367話 | 乱太郎たちに学べ                    | 吉高寿男 | 鈴木卓夫   | 鈴木卓夫   | 谷口亜希子          | 10月28日      |
| 第46話第2368話 | 川西左近の性格                      | 浦沢義雄 | 小野木一樹 | 鈴木卓夫   | 辻加奈子            | 10月31日      |
| 第47話第2369話 | 熱い心で                            | 浦沢義雄 | 木村哲     | 成川武千嘉 | 辻加奈子            | 11月1日       |
| 第48話第2370話 | 正夢厳禁                            | 阪口和久 | 小野木一樹 | 成川武千嘉 | 辻加奈子            | 11月2日       |
| 第49話第2371話 | 変装の達人                          | 浦沢義雄 | 矢澤範生   | 前園文夫   | 小幡公春            | 11月4日       |
| 第50話第2372話 | まじめがとりえ                      | 浦沢義雄 | 奥澤粗笨   | 前園文夫   | はしもとかつみ      | 11月7日       |
| 第51話第2373話 | 怖い松千代先生                      | 吉高寿男 | 矢澤範生   | 前園文夫   | はしもとかつみ      | 11月8日       |
| 第52話第2374話 | 授業参観日                          | 浦沢義雄 | 木村哲     | 秦義人     | 穂坂史織            | 11月9日       |
| 第53話第2375話 | リリーの風魔鍋                      | 浦沢義雄 | 矢澤範生   | 水野知己   | 林一哉              | 11月10日      |
| 第54話第2376話 | いつから知ってた？                  | 阪口和久 | 竹之内和久 | 秦義人     | 谷口亜希子          | 11月11日      |
| 第55話第2377話 | 学園長いわく                        | 浦沢義雄 | 竹之内和久 | 成川武千嘉 | 遠藤靖裕            | 11月14日      |
| 第56話第2378話 | 利吉の休日                          | 山田花名 | 奥澤粗笨   | 水野知己   | 諏訪昌夫            | 11月15日      |
| 第57話第2379話 | うろちょろ大家さん                  | 浦沢義雄 | 小野木一樹 | 水野知己   | 林一哉              | 11月16日      |
| 第58話第2380話 | アイドル活動                        | 浦沢義雄 | 三浦辰夫   | 三浦辰夫   | 生野裕子            | 11月17日      |
| 第59話第2381話 | 遅れた馬借便                        | 石山優子 | もりたけし | 成川武千嘉 | 遠藤靖裕            | 11月18日      |
| 第60話第2382話 | 八方斎の声変わり                    | 浦沢義雄 | 木村哲     | 秦義人     | 楠眞由美            | 11月21日      |
| 第61話第2383話 | まじめな海賊                        | 浦沢義雄 | 矢澤範生   | 前園文夫   | 佐久間信計          | 11月22日      |
| 第62話第2384話 | 変装の練習                          | 浦沢義雄 | 奥澤粗笨   | 前園文夫   | 小幡公春            | 11月23日      |
| 第63話第2385話 | 2人の父親                           | 浦沢義雄 | 鈴木卓夫   | 水野知己   | 林一哉              | 11月24日      |
| 第64話第2386話 | 代わりに穴掘り                      | 浦沢義雄 | 鈴木卓夫   | 水野知己   | まつざきはじめ      | 11月25日      |
| 第65話第2387話 | 伊作の調合                          | 浦沢義雄 | 岡英和     | 前園文夫   | 佐久間信計          | 11月28日      |
| 第66話第2388話 | 利吉の教材攻撃                      | 浦沢義雄 | 木村哲     | 秦義人     | 穂坂史織            | 11月29日      |
| 第67話第2389話 | 仙蔵のカリカリヘアー                | 浦沢義雄 | 木村哲     | 秦義人     | 辻加奈子            | 11月30日      |
| 第68話第2390話 | 利吉とキャッチボール                | 浦沢義雄 | 奥澤粗笨   | 水野知己   | 敷島博英            | 12月1日       |
| 第69話第2391話 | 長次のアルバイト                    | 浦沢義雄 | 木村哲     | 鈴木卓夫   | 谷口亜希子          | 12月2日       |
| 第70話第2392話 | ハニワくんのランチ                  | 浦沢義雄 | 渡邉峻     | 鈴木卓夫   | あおのゆか          | 12月5日       |
| 第71話第2393話 | スッポンタケ忍者                    | 浦沢義雄 | 小野木一樹 | 成川武千嘉 | 遠藤靖裕            | 12月6日       |
| 第72話第2394話 | 新人忍者の研修                      | 浦沢義雄 | 小野木一樹 | 成川武千嘉 | 芳川弥生            | 12月7日       |
| 第73話第2395話 | ドクササコも研修                    | 浦沢義雄 | 小野木一樹 | 渡邉峻     | 穂坂史織            | 12月8日       |
| 第74話第2396話 | 孫兵の責任感？                      | 浦沢義雄 | 三浦辰夫   | 三浦辰夫   | 生野裕子            | 12月9日       |
| 第75話第2397話 | いろいろな思い出                    | 浦沢義雄 | 奥澤粗笨   | 成川武千嘉 | 辻加奈子            | 12月12日      |
| 第76話第2398話 | ないならないなりに                  | 浦沢義雄 | 小野木一樹 | 渡邉峻     | 楠眞由美            | 12月13日      |